# 1904
Portal Geschichte | Portal Biografien | Aktuelle Ereignisse | Jahreskalender | Tagesartikel

◄ |
19. Jahrhundert |
20. Jahrhundert
| 21. Jahrhundert

◄ |
1870er |
1880er |
1890er |
1900er
| 1910er | 1920er | 1930er | ►

◄◄ |
◄ |
1900 |
1901 |
1902 |
1903 |
1904
| 1905 | 1906 | 1907 | 1908 | ► | ►►
Staatsoberhäupter · Wahlen · Nekrolog  · Literaturjahr · Musikjahr · Filmjahr  · Sportjahr
| Januar | Januar | Januar | Januar | Januar | Januar | Januar | Januar |
| Kw     | Mo     | Di     | Mi     | Do     | Fr     | Sa     | So     |
| ------ | ------ | ------ | ------ | ------ | ------ | ------ | ------ |
| 53     |        |        |        |        | 1      | 2      | 3      |
| 1      | 4      | 5      | 6      | 7      | 8      | 9      | 10     |
| 2      | 11     | 12     | 13     | 14     | 15     | 16     | 17     |
| 3      | 18     | 19     | 20     | 21     | 22     | 23     | 24     |
| 4      | 25     | 26     | 27     | 28     | 29     | 30     | 31     |

| Februar | Februar | Februar | Februar | Februar | Februar | Februar | Februar |
| Kw      | Mo      | Di      | Mi      | Do      | Fr      | Sa      | So      |
| ------- | ------- | ------- | ------- | ------- | ------- | ------- | ------- |
| 5       | 1       | 2       | 3       | 4       | 5       | 6       | 7       |
| 6       | 8       | 9       | 10      | 11      | 12      | 13      | 14      |
| 7       | 15      | 16      | 17      | 18      | 19      | 20      | 21      |
| 8       | 22      | 23      | 24      | 25      | 26      | 27      | 28      |
| 9       | 29      |         |         |         |         |         |         |

| März | März | März | März | März | März | März | März |
| Kw   | Mo   | Di   | Mi   | Do   | Fr   | Sa   | So   |
| ---- | ---- | ---- | ---- | ---- | ---- | ---- | ---- |
| 9    |      | 1    | 2    | 3    | 4    | 5    | 6    |
| 10   | 7    | 8    | 9    | 10   | 11   | 12   | 13   |
| 11   | 14   | 15   | 16   | 17   | 18   | 19   | 20   |
| 12   | 21   | 22   | 23   | 24   | 25   | 26   | 27   |
| 13   | 28   | 29   | 30   | 31   |      |      |      |

| April | April | April | April | April | April | April | April |
| Kw    | Mo    | Di    | Mi    | Do    | Fr    | Sa    | So    |
| ----- | ----- | ----- | ----- | ----- | ----- | ----- | ----- |
| 13    |       |       |       |       | 1     | 2     | 3     |
| 14    | 4     | 5     | 6     | 7     | 8     | 9     | 10    |
| 15    | 11    | 12    | 13    | 14    | 15    | 16    | 17    |
| 16    | 18    | 19    | 20    | 21    | 22    | 23    | 24    |
| 17    | 25    | 26    | 27    | 28    | 29    | 30    |       |

| Mai | Mai | Mai | Mai | Mai | Mai | Mai | Mai |
| Kw  | Mo  | Di  | Mi  | Do  | Fr  | Sa  | So  |
| --- | --- | --- | --- | --- | --- | --- | --- |
| 17  |     |     |     |     |     |     | 1   |
| 18  | 2   | 3   | 4   | 5   | 6   | 7   | 8   |
| 19  | 9   | 10  | 11  | 12  | 13  | 14  | 15  |
| 20  | 16  | 17  | 18  | 19  | 20  | 21  | 22  |
| 21  | 23  | 24  | 25  | 26  | 27  | 28  | 29  |
| 22  | 30  | 31  |     |     |     |     |     |

| Juni | Juni | Juni | Juni | Juni | Juni | Juni | Juni |
| Kw   | Mo   | Di   | Mi   | Do   | Fr   | Sa   | So   |
| ---- | ---- | ---- | ---- | ---- | ---- | ---- | ---- |
| 22   |      |      | 1    | 2    | 3    | 4    | 5    |
| 23   | 6    | 7    | 8    | 9    | 10   | 11   | 12   |
| 24   | 13   | 14   | 15   | 16   | 17   | 18   | 19   |
| 25   | 20   | 21   | 22   | 23   | 24   | 25   | 26   |
| 26   | 27   | 28   | 29   | 30   |      |      |      |

| Juli | Juli | Juli | Juli | Juli | Juli | Juli | Juli |
| Kw   | Mo   | Di   | Mi   | Do   | Fr   | Sa   | So   |
| ---- | ---- | ---- | ---- | ---- | ---- | ---- | ---- |
| 26   |      |      |      |      | 1    | 2    | 3    |
| 27   | 4    | 5    | 6    | 7    | 8    | 9    | 10   |
| 28   | 11   | 12   | 13   | 14   | 15   | 16   | 17   |
| 29   | 18   | 19   | 20   | 21   | 22   | 23   | 24   |
| 30   | 25   | 26   | 27   | 28   | 29   | 30   | 31   |

| August | August | August | August | August | August | August | August |
| Kw     | Mo     | Di     | Mi     | Do     | Fr     | Sa     | So     |
| ------ | ------ | ------ | ------ | ------ | ------ | ------ | ------ |
| 31     | 1      | 2      | 3      | 4      | 5      | 6      | 7      |
| 32     | 8      | 9      | 10     | 11     | 12     | 13     | 14     |
| 33     | 15     | 16     | 17     | 18     | 19     | 20     | 21     |
| 34     | 22     | 23     | 24     | 25     | 26     | 27     | 28     |
| 35     | 29     | 30     | 31     |        |        |        |        |

| September | September | September | September | September | September | September | September |
| Kw        | Mo        | Di        | Mi        | Do        | Fr        | Sa        | So        |
| --------- | --------- | --------- | --------- | --------- | --------- | --------- | --------- |
| 35        |           |           |           | 1         | 2         | 3         | 4         |
| 36        | 5         | 6         | 7         | 8         | 9         | 10        | 11        |
| 37        | 12        | 13        | 14        | 15        | 16        | 17        | 18        |
| 38        | 19        | 20        | 21        | 22        | 23        | 24        | 25        |
| 39        | 26        | 27        | 28        | 29        | 30        |           |           |

| Oktober | Oktober | Oktober | Oktober | Oktober | Oktober | Oktober | Oktober |
| Kw      | Mo      | Di      | Mi      | Do      | Fr      | Sa      | So      |
| ------- | ------- | ------- | ------- | ------- | ------- | ------- | ------- |
| 39      |         |         |         |         |         | 1       | 2       |
| 40      | 3       | 4       | 5       | 6       | 7       | 8       | 9       |
| 41      | 10      | 11      | 12      | 13      | 14      | 15      | 16      |
| 42      | 17      | 18      | 19      | 20      | 21      | 22      | 23      |
| 43      | 24      | 25      | 26      | 27      | 28      | 29      | 30      |
| 44      | 31      |         |         |         |         |         |         |

| November | November | November | November | November | November | November | November |
| Kw       | Mo       | Di       | Mi       | Do       | Fr       | Sa       | So       |
| -------- | -------- | -------- | -------- | -------- | -------- | -------- | -------- |
| 44       |          | 1        | 2        | 3        | 4        | 5        | 6        |
| 45       | 7        | 8        | 9        | 10       | 11       | 12       | 13       |
| 46       | 14       | 15       | 16       | 17       | 18       | 19       | 20       |
| 47       | 21       | 22       | 23       | 24       | 25       | 26       | 27       |
| 48       | 28       | 29       | 30       |          |          |          |          |

| Dezember | Dezember | Dezember | Dezember | Dezember | Dezember | Dezember | Dezember |
| Kw       | Mo       | Di       | Mi       | Do       | Fr       | Sa       | So       |
| -------- | -------- | -------- | -------- | -------- | -------- | -------- | -------- |
| 48       |          |          |          | 1        | 2        | 3        | 4        |
| 49       | 5        | 6        | 7        | 8        | 9        | 10       | 11       |
| 50       | 12       | 13       | 14       | 15       | 16       | 17       | 18       |
| 51       | 19       | 20       | 21       | 22       | 23       | 24       | 25       |
| 52       | 26       | 27       | 28       | 29       | 30       | 31       |          |

| Januar | Januar | Januar | Januar | Januar | Januar | Januar | Januar |
| Kw     | Mo     | Di     | Mi     | Do     | Fr     | Sa     | So     |
| ------ | ------ | ------ | ------ | ------ | ------ | ------ | ------ |
| 53     |        |        |        |        | 1      | 2      | 3      |
| 1      | 4      | 5      | 6      | 7      | 8      | 9      | 10     |
| 2      | 11     | 12     | 13     | 14     | 15     | 16     | 17     |
| 3      | 18     | 19     | 20     | 21     | 22     | 23     | 24     |
| 4      | 25     | 26     | 27     | 28     | 29     | 30     | 31     |

| Februar | Februar | Februar | Februar | Februar | Februar | Februar | Februar |
| Kw      | Mo      | Di      | Mi      | Do      | Fr      | Sa      | So      |
| ------- | ------- | ------- | ------- | ------- | ------- | ------- | ------- |
| 5       | 1       | 2       | 3       | 4       | 5       | 6       | 7       |
| 6       | 8       | 9       | 10      | 11      | 12      | 13      | 14      |
| 7       | 15      | 16      | 17      | 18      | 19      | 20      | 21      |
| 8       | 22      | 23      | 24      | 25      | 26      | 27      | 28      |
| 9       | 29      |         |         |         |         |         |         |

| März | März | März | März | März | März | März | März |
| Kw   | Mo   | Di   | Mi   | Do   | Fr   | Sa   | So   |
| ---- | ---- | ---- | ---- | ---- | ---- | ---- | ---- |
| 9    |      | 1    | 2    | 3    | 4    | 5    | 6    |
| 10   | 7    | 8    | 9    | 10   | 11   | 12   | 13   |
| 11   | 14   | 15   | 16   | 17   | 18   | 19   | 20   |
| 12   | 21   | 22   | 23   | 24   | 25   | 26   | 27   |
| 13   | 28   | 29   | 30   | 31   |      |      |      |

| April | April | April | April | April | April | April | April |
| Kw    | Mo    | Di    | Mi    | Do    | Fr    | Sa    | So    |
| ----- | ----- | ----- | ----- | ----- | ----- | ----- | ----- |
| 13    |       |       |       |       | 1     | 2     | 3     |
| 14    | 4     | 5     | 6     | 7     | 8     | 9     | 10    |
| 15    | 11    | 12    | 13    | 14    | 15    | 16    | 17    |
| 16    | 18    | 19    | 20    | 21    | 22    | 23    | 24    |
| 17    | 25    | 26    | 27    | 28    | 29    | 30    |       |

| Mai | Mai | Mai | Mai | Mai | Mai | Mai | Mai |
| Kw  | Mo  | Di  | Mi  | Do  | Fr  | Sa  | So  |
| --- | --- | --- | --- | --- | --- | --- | --- |
| 17  |     |     |     |     |     |     | 1   |
| 18  | 2   | 3   | 4   | 5   | 6   | 7   | 8   |
| 19  | 9   | 10  | 11  | 12  | 13  | 14  | 15  |
| 20  | 16  | 17  | 18  | 19  | 20  | 21  | 22  |
| 21  | 23  | 24  | 25  | 26  | 27  | 28  | 29  |
| 22  | 30  | 31  |     |     |     |     |     |

| Juni | Juni | Juni | Juni | Juni | Juni | Juni | Juni |
| Kw   | Mo   | Di   | Mi   | Do   | Fr   | Sa   | So   |
| ---- | ---- | ---- | ---- | ---- | ---- | ---- | ---- |
| 22   |      |      | 1    | 2    | 3    | 4    | 5    |
| 23   | 6    | 7    | 8    | 9    | 10   | 11   | 12   |
| 24   | 13   | 14   | 15   | 16   | 17   | 18   | 19   |
| 25   | 20   | 21   | 22   | 23   | 24   | 25   | 26   |
| 26   | 27   | 28   | 29   | 30   |      |      |      |

| Juli | Juli | Juli | Juli | Juli | Juli | Juli | Juli |
| Kw   | Mo   | Di   | Mi   | Do   | Fr   | Sa   | So   |
| ---- | ---- | ---- | ---- | ---- | ---- | ---- | ---- |
| 26   |      |      |      |      | 1    | 2    | 3    |
| 27   | 4    | 5    | 6    | 7    | 8    | 9    | 10   |
| 28   | 11   | 12   | 13   | 14   | 15   | 16   | 17   |
| 29   | 18   | 19   | 20   | 21   | 22   | 23   | 24   |
| 30   | 25   | 26   | 27   | 28   | 29   | 30   | 31   |

| August | August | August | August | August | August | August | August |
| Kw     | Mo     | Di     | Mi     | Do     | Fr     | Sa     | So     |
| ------ | ------ | ------ | ------ | ------ | ------ | ------ | ------ |
| 31     | 1      | 2      | 3      | 4      | 5      | 6      | 7      |
| 32     | 8      | 9      | 10     | 11     | 12     | 13     | 14     |
| 33     | 15     | 16     | 17     | 18     | 19     | 20     | 21     |
| 34     | 22     | 23     | 24     | 25     | 26     | 27     | 28     |
| 35     | 29     | 30     | 31     |        |        |        |        |

| September | September | September | September | September | September | September | September |
| Kw        | Mo        | Di        | Mi        | Do        | Fr        | Sa        | So        |
| --------- | --------- | --------- | --------- | --------- | --------- | --------- | --------- |
| 35        |           |           |           | 1         | 2         | 3         | 4         |
| 36        | 5         | 6         | 7         | 8         | 9         | 10        | 11        |
| 37        | 12        | 13        | 14        | 15        | 16        | 17        | 18        |
| 38        | 19        | 20        | 21        | 22        | 23        | 24        | 25        |
| 39        | 26        | 27        | 28        | 29        | 30        |           |           |

| Oktober | Oktober | Oktober | Oktober | Oktober | Oktober | Oktober | Oktober |
| Kw      | Mo      | Di      | Mi      | Do      | Fr      | Sa      | So      |
| ------- | ------- | ------- | ------- | ------- | ------- | ------- | ------- |
| 39      |         |         |         |         |         | 1       | 2       |
| 40      | 3       | 4       | 5       | 6       | 7       | 8       | 9       |
| 41      | 10      | 11      | 12      | 13      | 14      | 15      | 16      |
| 42      | 17      | 18      | 19      | 20      | 21      | 22      | 23      |
| 43      | 24      | 25      | 26      | 27      | 28      | 29      | 30      |
| 44      | 31      |         |         |         |         |         |         |

| November | November | November | November | November | November | November | November |
| Kw       | Mo       | Di       | Mi       | Do       | Fr       | Sa       | So       |
| -------- | -------- | -------- | -------- | -------- | -------- | -------- | -------- |
| 44       |          | 1        | 2        | 3        | 4        | 5        | 6        |
| 45       | 7        | 8        | 9        | 10       | 11       | 12       | 13       |
| 46       | 14       | 15       | 16       | 17       | 18       | 19       | 20       |
| 47       | 21       | 22       | 23       | 24       | 25       | 26       | 27       |
| 48       | 28       | 29       | 30       |          |          |          |          |

| Dezember | Dezember | Dezember | Dezember | Dezember | Dezember | Dezember | Dezember |
| Kw       | Mo       | Di       | Mi       | Do       | Fr       | Sa       | So       |
| -------- | -------- | -------- | -------- | -------- | -------- | -------- | -------- |
| 48       |          |          |          | 1        | 2        | 3        | 4        |
| 49       | 5        | 6        | 7        | 8        | 9        | 10       | 11       |
| 50       | 12       | 13       | 14       | 15       | 16       | 17       | 18       |
| 51       | 19       | 20       | 21       | 22       | 23       | 24       | 25       |
| 52       | 26       | 27       | 28       | 29       | 30       | 31       |          |

## Ereignisse

### Politik und Weltgeschehen

#### Russisch-Japanischer Krieg

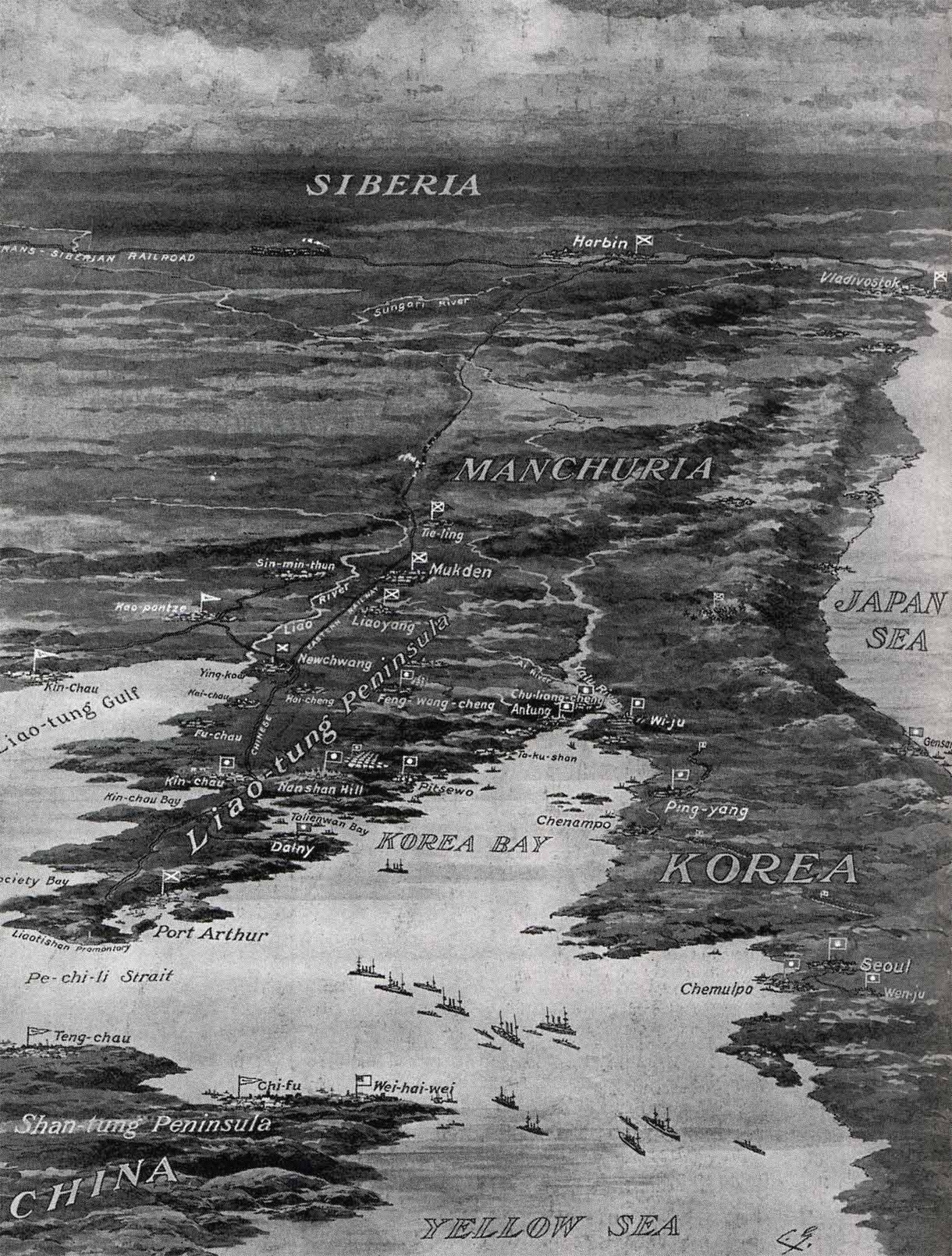
Schlachtfelder des Russisch-Japanischen Krieges

- 6. Februar: Japan bricht seine diplomatischen Beziehungen zu Russland ab und zieht seinen Botschafter aus Sankt Petersburg zurück.
- 8. Februar: Mit einem japanischen Überraschungsangriff auf Port Arthur beginnt der Russisch-Japanische Krieg.
- 2. August: Die Belagerung von Port Arthur beginnt.
- 22. August: Das Kaiserreich Japan und das Kaiserreich Korea unterzeichnen das Japanisch-Koreanische Protokoll vom August 1904.
- 29. November: Es kommt zu Massenprotesten in Sankt Petersburg und Moskau gegen den Krieg mit Japan und die Zarenherrschaft.

#### Weitere Ereignisse in und um Russland
- 16. Juni: Der finnische Nationalist Eugen Schauman verübt ein Attentat auf den russischen Generalgouverneur Nikolai Iwanowitsch Bobrikow, dem jener am Folgetag erliegt, und tötet sich anschließend selbst.
- 28. Juli: Der russische Innenminister Wjatscheslaw Konstantinowitsch von Plehwe wird durch ein Bombenattentat von Anarchisten ermordet.
- 22. Oktober: Beim Doggerbank-Zwischenfall kommt es zu einem versehentlichen Beschuss englischer Fischerboote durch die russische Flotte.

#### Deutsches Kaiserreich
- 1. Januar: Das Kinderschutzgesetz tritt in Deutschland in Kraft. Es verbietet die Arbeit von Kindern unter 12 Jahren in allen gewerblichen Betrieben.
- 16. Januar: Rosa Luxemburg wird vom Amtsgericht Zwickau wegen Majestätsbeleidigung zu einer dreimonatigen Haftstrafe verurteilt. Während des Wahlkampfes 1903 hatte sie Kaiser Wilhelm II. Inkompetenz vorgeworfen. Die Sozialdemokratin tritt ihre Haftstrafe aber erst am 26. August an.
- 14. Juni: Die deutsche Kaiserin Auguste Viktoria empfängt eine Abordnung des in Berlin unter dem Vorsitz von Lina Morgenstern tagenden internationalen Frauenkongresses in Privataudienz.
- 15. Oktober: Friedrich August III. wird König von Sachsen.

#### Weitere Ereignisse in Europa
- 1. Januar: Robert Comtesse wird Bundespräsident der Schweiz.
- 8. April: Großbritannien und Frankreich bilden die Entente cordiale.
- 16. November: Der eingebürgerte Brite Carl Anton Larsen gründet Grytviken, die Hauptstadt Südgeorgiens, mit einem Team von sechzig Norwegern. Die Kolonie soll dem Walfang dienen.

#### Britischer Tibetfeldzug
- 3. August: Einheiten der British Indian Army besetzen im Tibetfeldzug die tibetanische Hauptstadt Lhasa. Der Dalai Lama ist aus der Stadt geflohen.
- 7. September: Nachdem eine britische bewaffnete Expedition unter Francis Younghusband im August Lhasa erreicht hatte, muss Tibet in einem Vertrag Großbritannien weit reichende Handelsrechte und einen Militärstützpunkt in Lhasa einräumen. China protestiert, da es Tibet als seine Interessensphäre betrachtet.

#### Deutsche Kolonien in Afrika
- 12. Januar: Der Aufstand der Herero in Deutsch-Südwestafrika beginnt. Im Verlauf des Kolonialkriegs erlässt der deutsche General von Trotha seinen berüchtigten Schießbefehl „Aufruf an das Volk der Herero“.

Lothar von Trothas Vernichtungsbefehl, Nationalarchiv Botswana

- 11. August: Deutsche Kolonialtruppen unter Lothar von Trotha bekämpfen in der Schlacht am Waterberg einheimische Hereros, die nach Osten ausweichen.
- 3. Oktober: Hendrik Witbooi, Kapitän der in der Kolonie Deutsch-Südwestafrika siedelnden Witbooi, kündigt den bestehenden Schutzvertrag und erklärt dem Deutschen Reich den Krieg, nachdem einen Tag zuvor Generalleutnant Lothar von Trotha den sogenannten Vernichtungsbefehl proklamiert hat. Seine Leute greifen Deutsche an, der Namakrieg beginnt.
- Der Anyangaufstand in Kamerun beginnt.

#### Weitere Ereignisse in Afrika
- 18. Mai: Die Entführung Ion Perdicaris in Tanger löst eine Krise zwischen den Vereinigten Staaten und Marokko aus.
- 25. September: In der Schlacht an der Pembe-Furt im Süden Angolas erleiden portugiesische Kolonialtruppen ihre bis dahin schwerste Niederlage im Afrika südlich der Sahara. Aufständische Cuamato-Ovambo machen mehr als 300 Mann eines 500-Mann-Kommandos nieder.

#### Lateinamerika
- 1. September: In der Schlacht von Masoller setzen sich die Soldaten der regierenden Colorados gegen die Kämpfer der Blancos in der letzten Schlacht des uruguayischen Bürgerkriegs durch. Der Putschistenführer Aparicio Saravia wird schwer verwundet, kann sich jedoch noch nach Brasilien begeben.
- 20. Oktober: Chile und Bolivien beenden mit einem Friedensvertrag den Salpeterkrieg endgültig. Zwanzig Jahre vorher war im Vertrag von Valparaíso schon eine erste Regelung erfolgt.

#### Vereinigte Staaten von Amerika
- 8. November: Bei der Präsidentschaftswahl in den Vereinigten Staaten 1904 wird Theodore Roosevelt neuerlich zum Präsidenten der Vereinigten Staaten gewählt.

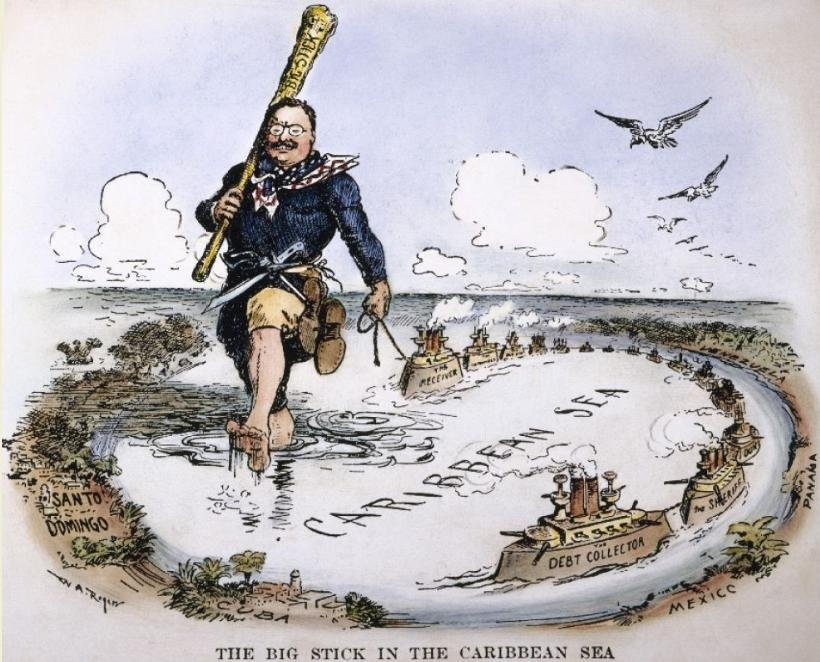
The Big Stick in the Caribbean Sea – Karikatur auf die Interventionspolitik Theodore Roosevelts

- 6. Dezember: Theodore Roosevelt legt mit seiner Rede vor dem Kongress mit der Roosevelt-Corollary, seinem Zusatz zur Monroe-Doktrin, den Grundstein für eine expansionistischere Außenpolitik der Vereinigten Staaten.

#### Australien
- 27. April: Chris Watson von der Australian Labour Party wird Ministerpräsident Australiens; er ist der erste nationale Regierungschef, der einer Arbeiterpartei angehört.
- Auf Empfehlung von Charles Scrivener bestimmt das australische Parlament in Melbourne den Ort Dalgety als zukünftige Hauptstadt. Die Regierung von New South Wales in Sydney protestiert gegen diesen Beschluss, da der Ort zu nahe an Melbourne liege und droht damit, den Australischen Bund zu verlassen.

### Wirtschaft

#### Weltausstellung

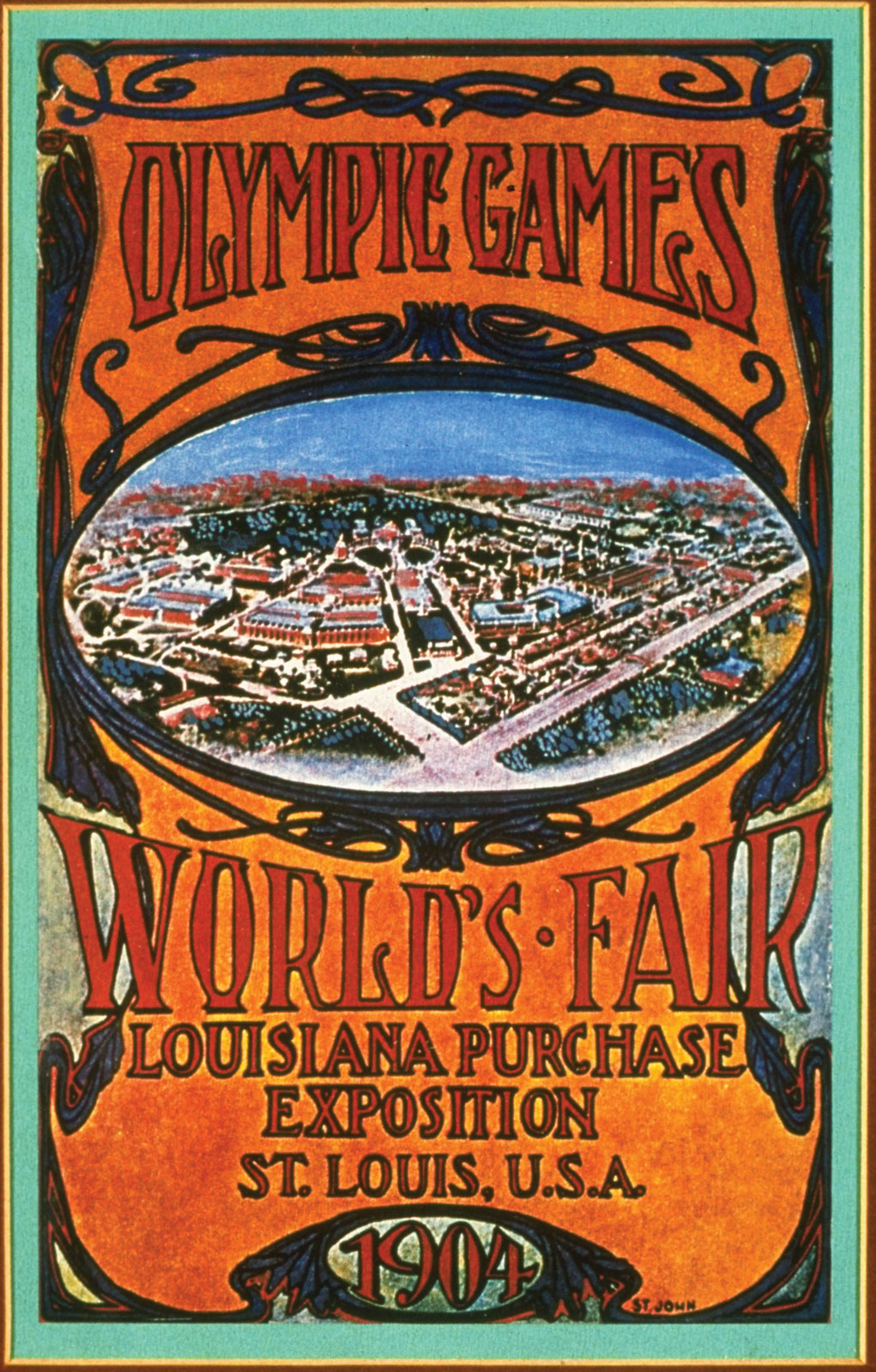
Offizielles Programmheft Louisiana Purchase Exposition

- 30. April: In St. Louis, Missouri, wird die Weltausstellung Louisiana Purchase Exposition eröffnet, die bis zum 1. Dezember dauert. Im Rahmen der Weltausstellung werden auch die Olympischen Sommerspiele 1904 ausgetragen, die jedoch kaum Beachtung finden. Insgesamt besuchen 19,7 Millionen Menschen die Ausstellung.

#### Marken und Patente

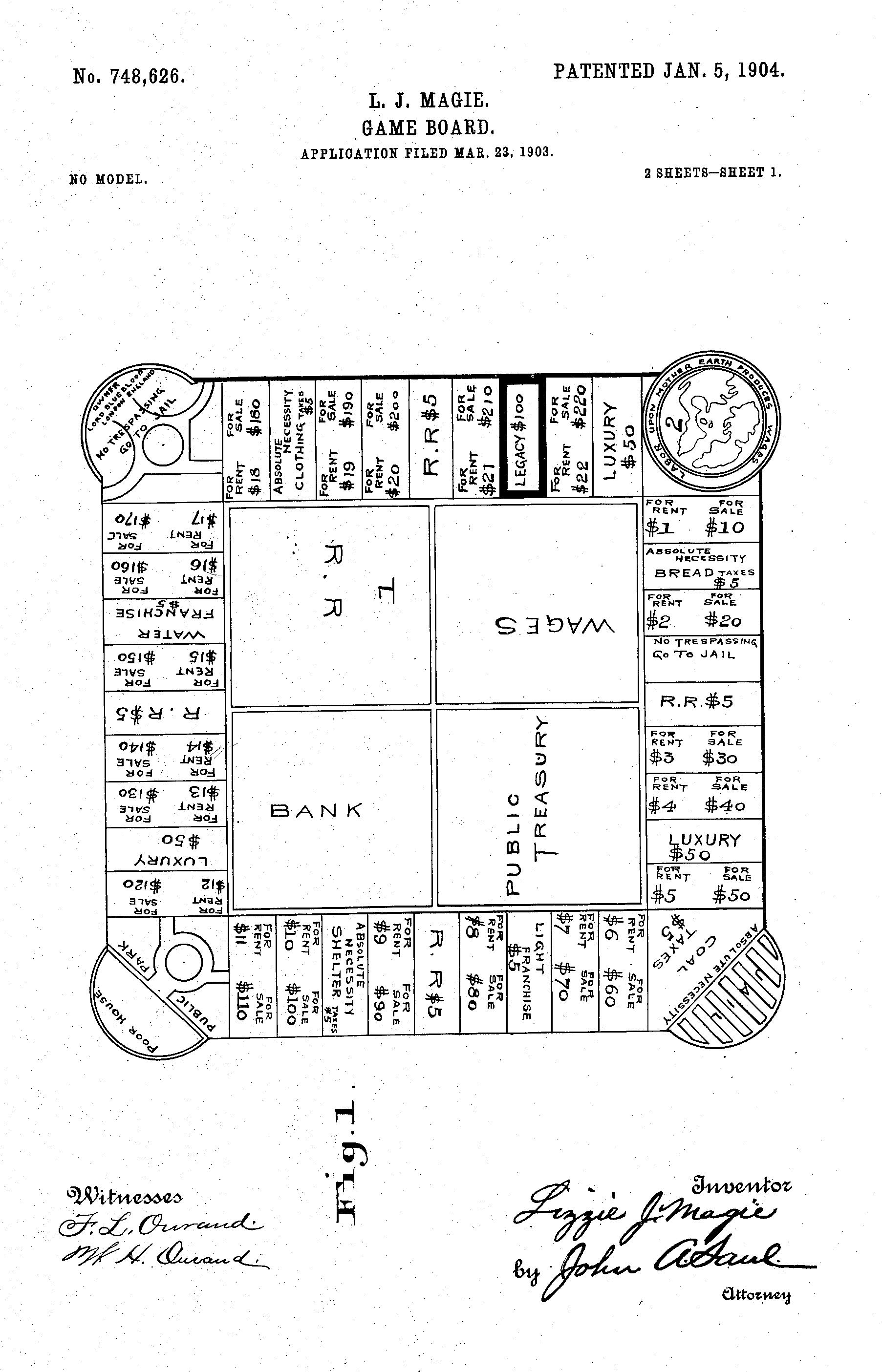
Patentskizze für The Landlord’s Game

- 5. Januar: Elizabeth Magie Phillips reicht ein Patent für The Landlord’s Game ein, einen Vorläufer für Monopoly.
- 6. Januar: Das Bayer-Kreuz wird als deutsches Warenzeichen mit der Nummer 65.777 vermerkt.
- 25. Januar: Im Auftrag des Fabrikanten John B. Timberlake wird beim United States Patent Office ein Patent auf den erfundenen Kleiderbügel aus Draht beantragt.
- 23. August: Der US-Amerikaner Harry D. Weed erhält ein Patent auf die von ihm erfundene Schneekette für Autos.
- 30. August: Der ungarische Erfinder Alfred Pongracz erhält in Deutschland das erste Patent auf eine Bohnermaschine. Er erleidet in der Folge aber mit seinem Unternehmen wegen technischer Unzulänglichkeiten des Geräts Konkurs.
- 17. September: Der Drogist Max Riese meldet die von ihm erfundene Penaten-Creme beim Reichspatentamt in Berlin an.

#### Unternehmensgründungen
- 16. April: Der Kapitän Peter Mærsk Møller und sein Sohn Arnold Peter Møller gründen in Svendborg eine Dampfschiffgesellschaft, die A/S Dampskibsselskabet Svendborg, die sich mit der Zeit zum größten dänischen Unternehmen A. P. Møller-Mærsk und einem Global Player im Logistikbereich entwickeln wird.
- 18. April: Die von Jean Jaurès gegründete französische Zeitung L’Humanité erscheint mit ihrer Erstausgabe. Das Blatt entwickelt sich zum langjährigen Zentralorgan der Kommunistischen Partei Frankreichs (PCF).
- 4. Mai: Henry Royce und Charles Rolls treffen in einem Hotel in Manchester zusammen, um per Handschlag den gemeinsamen Automobilvertrieb zu vereinbaren. Der Autohersteller Rolls-Royce Motor Cars entwickelt sich im weiteren Verlauf.
- 22. November: In Graz wird die Kleine Zeitung gegründet.
- Léon Levavasseur, Jules Gastambide und Louis Blériot gründen in Puteaux die Société Antoinette zum Bau von Automobilen und Flugzeugen.
- Anton Kreidler gründet das Metallwerk Kreidler.

#### Verkehr
- 3. Juni: Die Firma Büssing eröffnet die erste Omnibuslinie Deutschlands auf der Strecke Braunschweig–Wendeburg.

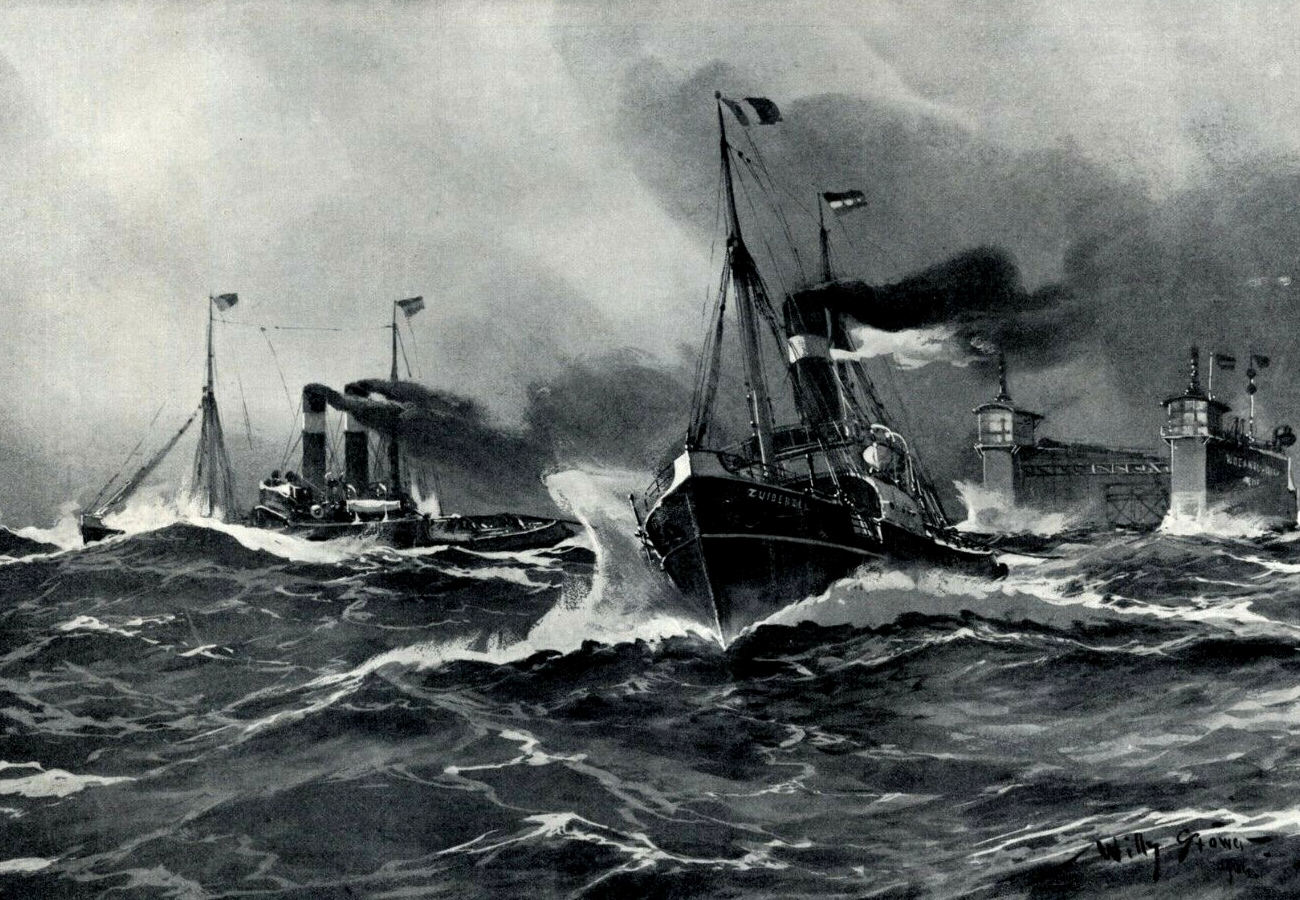
Woermann-Dock im Schlepp nach Kamerun (von Willy Stöwer)

- 17. Juli: Das Schwimmdock der Woermann-Linie in Duala wird von Blohm + Voss in Hamburg abgeliefert und tritt im Schleppzug die Fahrt nach Kamerun an.
- 27. Oktober: In New York wird nach vier Jahren Bauzeit die U-Bahn offiziell eröffnet. Die erste Strecke führt vom Rathaus (City Hall) über den Grand-Central-Bahnhof und den Times Square zur Ecke Broadway und 145. Straße in Harlem.
- Eröffnung der Pilionbahn

#### Banken- und Versicherungswesen
- 17. November: Die Rheinische Creditbank übernimmt die Oberrheinische Bank für 20 Millionen Mark.
- 16. Dezember: Genehmigung zur Aufnahme der Geschäftstätigkeit der „Gewerbekrankenkasse zu Leipzig“ als erster Ausgangspunkt der heutigen Barmenia Krankenversicherung a. G.

### Wissenschaft und Technik

#### Antarktisforschung
- 22. Februar: Argentinien erhält auf Laurie Island ein im Vorjahr von einer britischen Antarktisexpedition erbautes Gebäude. Das Land richtet die seither ständig bewohnte Orcadas-Station ein, die erste der Forschungsstationen in der Antarktis.

#### Archäologie und Paläontologie
- 29. Juni: Ein niederländischer Torfstecher entdeckt im Bourtanger Moor zwei Moorleichen, die Männer von Weerdinge, aus der Zeit um Christi Geburt.

#### Astronomie und Physik
- 15. Juni: Otto Nußbaumer bringt im Physik-Institut der Technischen Universität Graz die erste drahtlose Übertragung von Musik zuwege. Er verwendet zu diesem Zweck das Dachsteinlied.
- 3. Dezember: Charles Dillon Perrine entdeckt den Jupitermond Himalia (Jupiter VI)
- 28. Dezember: Alphonse Louis Nicolas Borrelly entdeckt einen Kometen, der nach ihm benannt wird.

#### Medizin und Psychologie

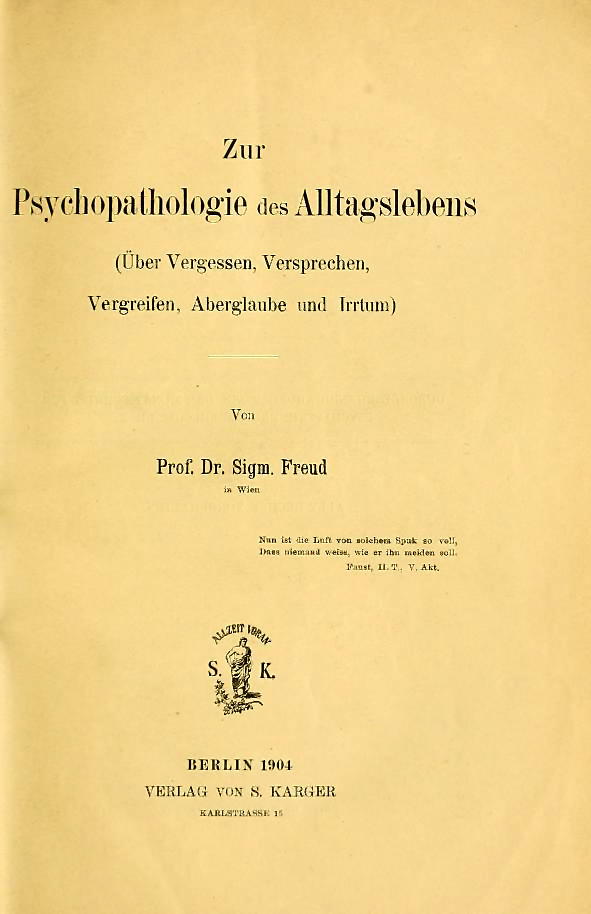
Zur Psychopathologie des Alltagsleben, Erstdruck 1904

- Sigmund Freuds Arbeit Zur Psychopathologie des Alltagslebens erscheint 3 Jahre nach der Erstveröffentlichung erstmals in Buchform.

#### Technische Errungenschaften
- 8. März: Über einen Teil des Großen Salzsees hinweg wird eine Eisenbahnstrecke eröffnet, deren auf Bohlen ruhender Bahndamm mit 12 Meilen (etwa 19 km) Länge weltweit kein Beispiel hat.
- 11. März: Ein Prototyp des Kreiselkompasses wird erfolgreich in der Ostsee von Hermann Anschütz-Kaempfe  auf dem Dampfer Schleswig getestet.
- 22. März: Erstes Farbfoto auf der Titelseite der Zeitung Daily Illustrated Mirror
- 11. September: Die Pferdedroschken in Paris führen erstmals Taxameter ein.
- 20. September: Dem US-Amerikaner Wilbur Wright gelingt erstmals ein gesteuerter Rundflug mit einem Motorflugzeug.
- Die Firma Magirus baut die erste maschinell betriebene Drehleiter der Welt.
- Errichtung der Küstenfunkstelle Elbe-Weser Radio
- Ingenieure der US-Army errichten den Panamakanal (bis 1914)

#### Literatur

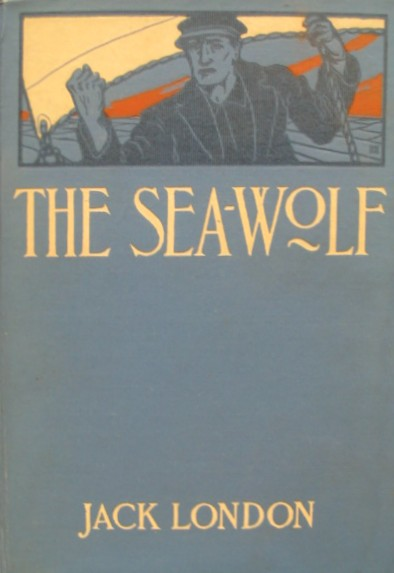
The Sea-Wolf, Erste Ausgabe

### Kultur

#### Musik und Theater
- 20. Januar: Die Uraufführung der Operette Der Göttergatte von Franz Lehár findet am Carl-Theater in Wien statt.
- 21. Januar: UA der Oper Jenufa von Leoš Janáček in Brünn
- 22. Januar: UA der Oper Nal und Damajanti (Orig.: Nal' i Damajanti) von Anton Stepanowitsch Arenski im Bolschoi-Theater in Moskau
- 30. Januar: Die Uraufführung der tragischen gesellschaftskritischen Komödie Der Kirschgarten von Anton Tschechow erfolgt am 44. Geburtstag des Autors am Moskauer Künstlertheater. Sie ist das letzte Stück Tschechows, der am 15. Juli an Tuberkulose stirbt.
- 1. Februar: Die Uraufführung der Tragödie Die Büchse der Pandora findet vor geladenem Publikum am Intimen Theater in Nürnberg statt. Die Inszenierung besorgt der Regisseur und ehemalige Direktor des Deutschen Theaters München, Emil Meßthaler. Das Theaterstück ist der zweite Teil der Lulu-Tragödie von Frank Wedekind. Es kommt zu einem Theaterskandal, eine zweite Aufführung am nächsten Tag wird von der Polizei verhindert. Am 29. März erfolgt eine einmalige, geschlossene Aufführung im Münchner Schauspielhaus, die ein überwiegend negatives Presseecho hat. Am 23. Juli erhebt die Münchner Staatsanwaltschaft Anklage gegen Wedekind und seinen Verleger Bruno Cassirer wegen Verbreitung unzüchtiger Schriften.
- 13. Februar: Das Schauspiel Der einsame Weg von Arthur Schnitzler wird in Berlin uraufgeführt.

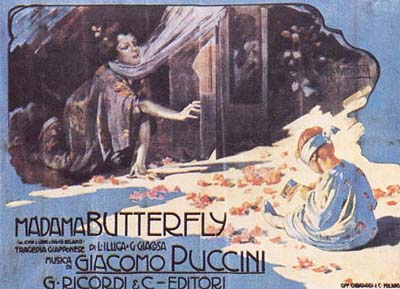
Madama Butterfly, Illustration von Adolfo Hohenstein

- 17. Februar: Die ursprüngliche zweiaktige Fassung der Oper Madama Butterfly von Giacomo Puccini nach der Erzählung Madame Chrysanthème von Pierre Loti wird am Teatro alla Scala in Mailand uraufgeführt. Das Libretto stammt von Giuseppe Giacosa und Luigi Illica. Die erste Sängerin der Titelpartie ist die von Puccini verehrte Sopranistin Rosina Storchio. Am 28. Mai findet die Uraufführung einer dreiaktigen überarbeiteten Fassung statt.
- 16. März: UA der Oper La Fille de Roland von Henri Rabaud an der Opéra-Comique in Paris
- 21. März: UA der Sinfonia domestica von Richard Strauss in New York
- 25. März: UA der Oper Armida in Prag. Ihr Komponist, Antonín Dvořák, stirbt fünf Wochen später, am 1. Mai 1904.
- 24. September: UA der Tragikomödie Traumulus von Arno Holz und Oskar Jerschke in Berlin
- 18. Oktober: UA der 5. Sinfonie von Gustav Mahler im Gürzenich in Köln unter der Leitung des Komponisten.
- 23. November: UA des Theaterstückes Sommergäste von Maxim Gorki in Moskau
- 30. November: UA des Dramas Resurrezione (Auferstehung) von Franco Alfano am Teatro Vittorio Emanuele in Turin
- 13. Dezember: UA der Oper Der Roland von Berlin von Ruggero Leoncavallo in Berlin. Es handelte sich um ein Auftragswerk von Wilhelm II.
- 22. Dezember: UA der Operette Die Juxheirat von Franz Lehár am Theater an der Wien in Wien
- 27. Dezember: Das Bühnenstück Peter Pan, or The Boy Who Wouldn't Grow Up des schottischen Dramatikers J. M. Barrie hat mit großem Erfolg seine Uraufführung in London.
- Alexander Skrjabin komponiert seine 3. Sinfonie
- Anton von Webern schließt das Musikpoem Im Sommerwind ab und besucht Kompositionskurse von Arnold Schönberg in Wien.
- Charles Ives vollendet den Marsch 1776.
- Claude Debussy schreibt nach Trennung von seiner ersten Frau Trois Chansons de France für seine zweite Gattin.
- Die Kindertotenlieder von Gustav Mahler entstehen, außerdem entwirft der Komponist einen unfallsicheren Spielplatz für seine Töchter in Maiernigg am Wörthersee.
- Max Reger schließt die Bach-Variationen ab, eines seiner bedeutendsten Klavierwerke.
- Sergei Rachmaninows Oper Francesca di Rimini ist fertig.

#### Sonstiges

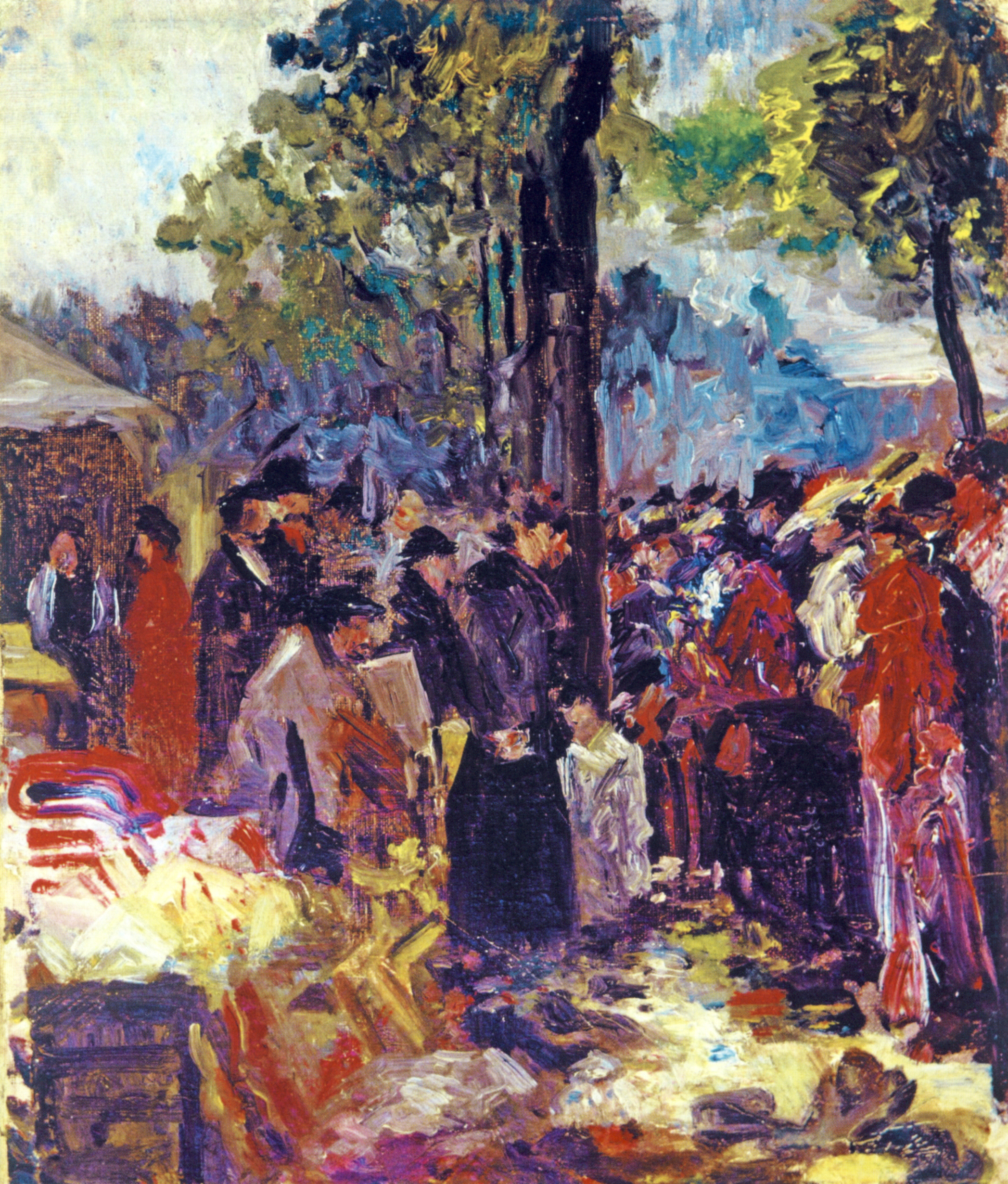
Friedrich Karl Ströher: Flohmarkt in Paris, 1904, Öl auf Leinwand

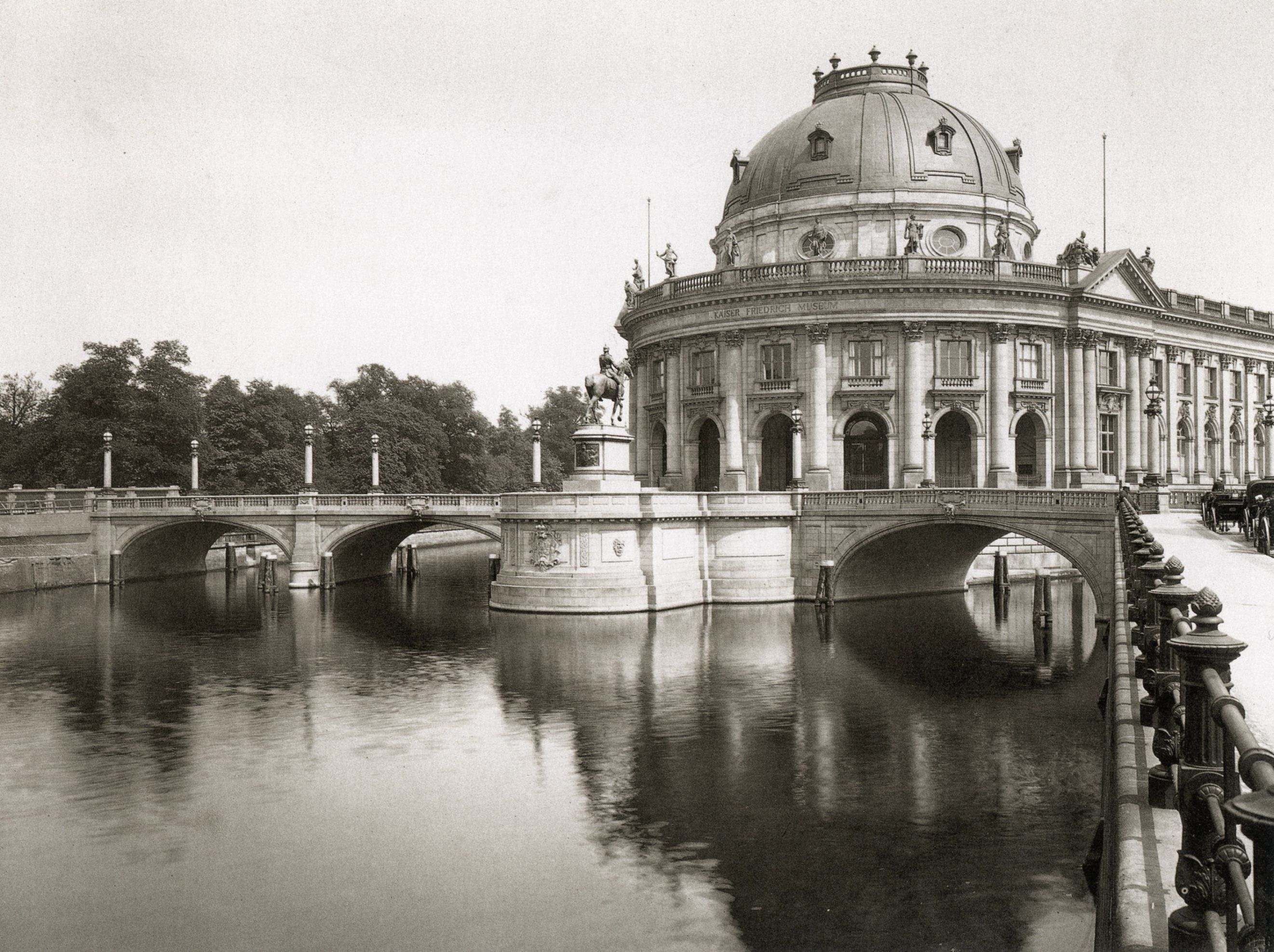
Kaiser-Friedrich-Museum mit Reiterstandbild Friedrichs III.

- 16. Juni: An diesem einen Tag spielt der berühmte Roman Ulysses von James Joyce – wegen dessen Hauptfigur Leopold Bloom auch Bloomsday genannt wird er, nicht nur in Dublin, als Gedenktag begangen.
- 18. Oktober: Mit der Eröffnung des Kaiser-Friedrich-Museums wird auch die neugegründete Islamische Abteilung erstmals dem Publikum vorgestellt.

### Gesellschaft
- 26. Februar: In Frankfurt am Main geschieht der Mord an Hermann Lichtenstein. Die Täter werden am 18. Mai zum Tod verurteilt und am 12. November hingerichtet. Historisch bedeutend an der Aufklärung des Falles ist, dass dabei erstmals in Deutschland ein Täter mit Hilfe der Daktyloskopie überführt wird. Als Gutachter wird der Chemiker Georg Popp, Mitbegründer der naturwissenschaftlichen Kriminalistik (Forensik), herangezogen. Ihm gelingt es, einen blutigen Fingerabdruck am Kragen des Opfers eindeutig einem der Täter zuzuordnen.
- 8. Mai: In Berlin öffnet das weltweit erste Zucker-Museum. Seit 1995 ist es integriert in das Deutsche Technikmuseum.
- 28. Juni: Die taubblinde US-Amerikanerin Helen Keller macht am Radcliffe College ihren Abschluss als Bachelor of Arts.
- 29. Juli: Der Zoo Landau in der Pfalz wird gegründet.
- 1. September: Im Pachtgebiet Kiautschou in China geht das Mecklenburghaus offiziell in Betrieb. Es gilt als das erste deutsche Genesungsheim in Asien.
- 31. Dezember: Der New Yorker Times Square wird erstmals zur Feier des neuen Jahres verwendet.

### Religion

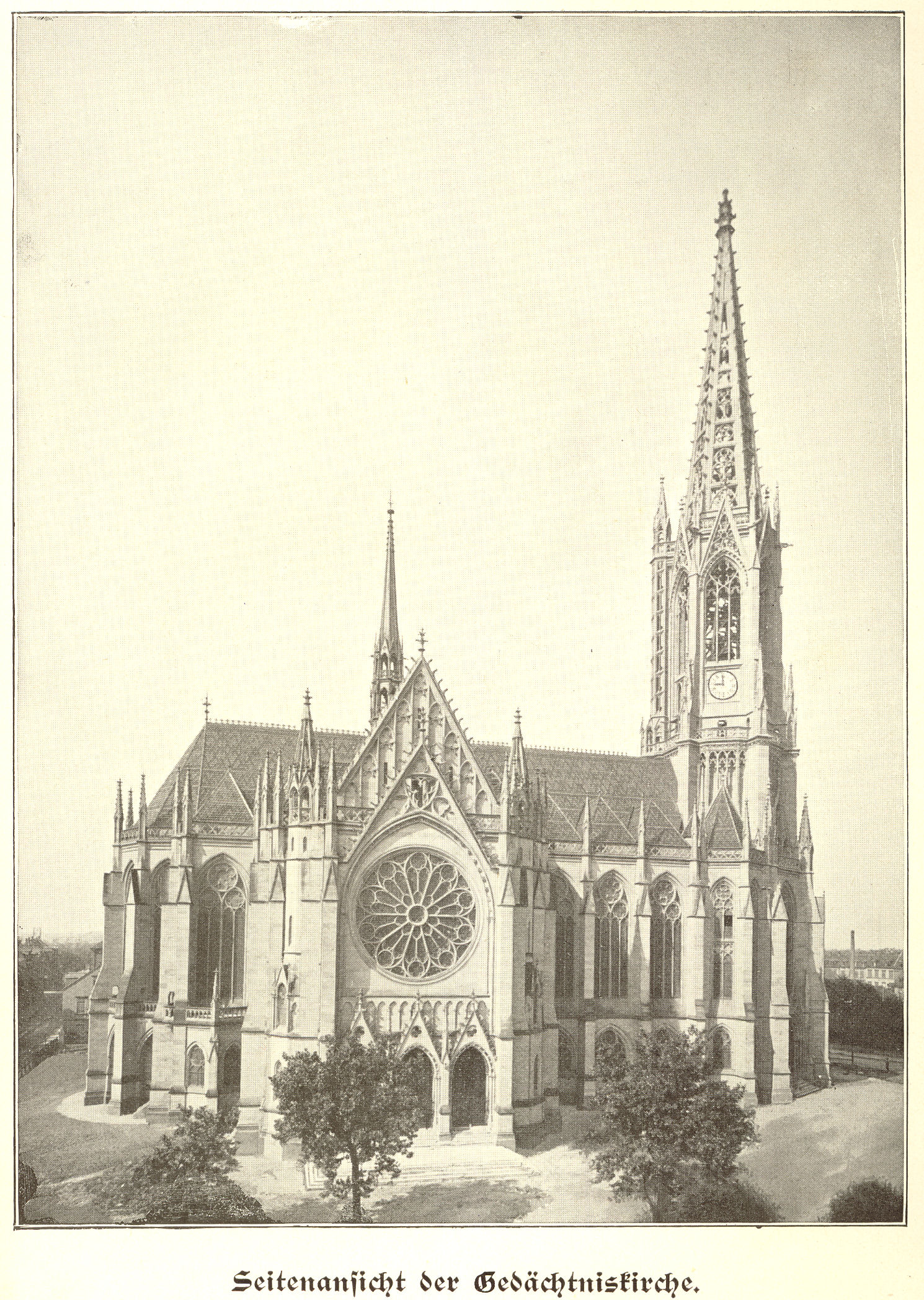
Gedächtniskirche 1904

- 31. August: Nach elfjähriger Bauzeit wird in Speyer die vom Architekten Julius Flügge im Stil der doktrinären Neugotik errichtete Gedächtniskirche der Protestation mit vier Gedenkgottesdiensten eingeweiht.

### Katastrophen

#### Schiffskatastrophen
- 8. Januar: Das kanadische Dampfschiff Clallam gerät in der Juan-de-Fuca-Straße in einen Sturm und sinkt. 56 Menschen kommen ums Leben, darunter alle Frauen und Kinder an Bord.
- 15. Mai: Der Geschützte Kreuzer Yoshino sinkt nach einer Kollision mit dem ebenfalls zur Kaiserlich Japanischen Marine gehörenden Panzerkreuzer Kasuga östlich von Lüda im Gelben Meer, wobei 329 der 419 Besatzungsmitglieder ums Leben kommen.

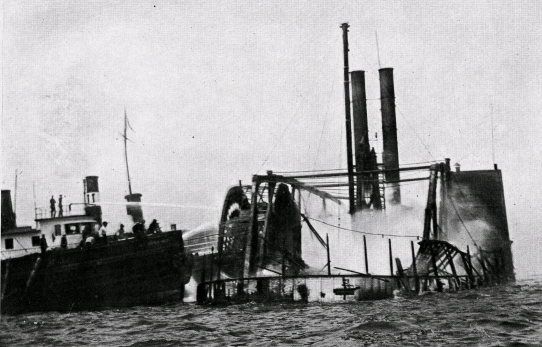
Die General Slocum brennend im East River

- 15. Juni: Auf dem East River in New York gerät der Raddampfer General Slocum mit 1388 Personen, meist deutschstämmigem Einwanderern, an Bord in Brand. Mindestens 1021 Menschen kommen bei der Katastrophe ums Leben. Es ist damit bis heute die schwerste zivile Schiffskatastrophe in den USA.
- 28. Juni: Das dänische Passagierschiff Norge läuft im Nordatlantik auf ein Riff in unmittelbarer Nähe der Felsinsel Rockall und sinkt in 20 Minuten. 625 Passagiere und Besatzungsmitglieder kommen ums Leben. Der Untergang der Norge ist das bis dahin größte Schiffsunglück im Nordatlantik.

#### Stadtbrände

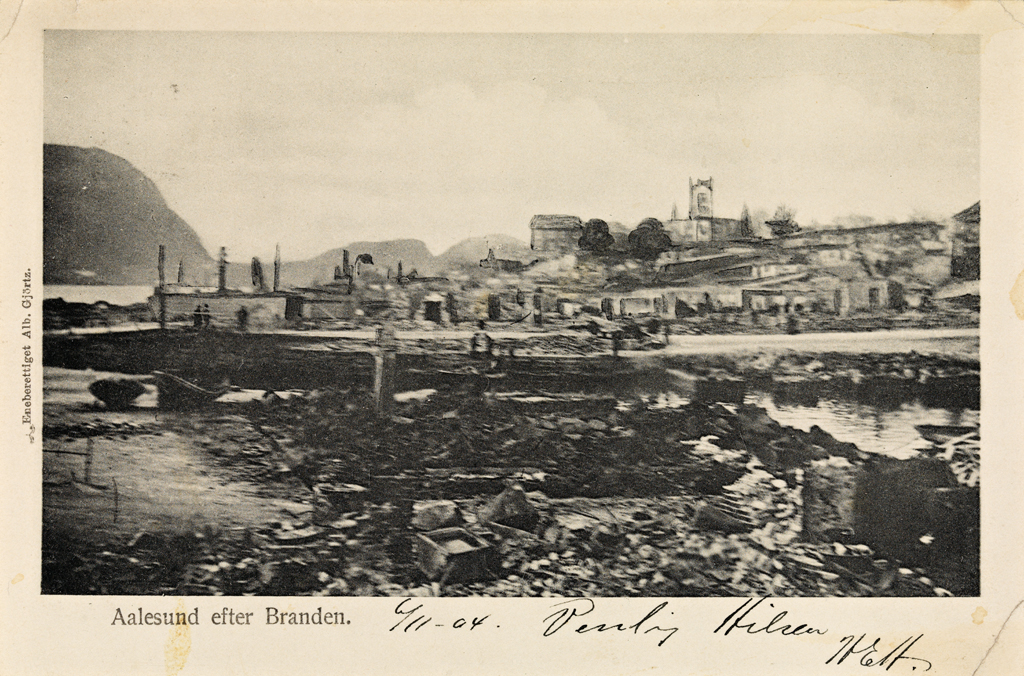
Ålesund nach dem Stadtbrand

- 23. Januar: Der Stadtbrand von Ålesund zerstört die norwegische Stadt Ålesund fast vollständig; über 10.000 Menschen werden obdachlos.

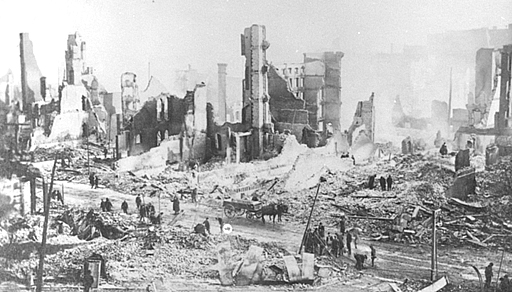
Nach dem Großbrand in Baltimore

- 7. Februar: Das US-amerikanische Baltimore wird von einem Großbrand heimgesucht, der weite Teile der Stadt einäschert. Unmittelbare Personenschäden beim Brand selbst sind nicht zu beklagen, doch entsteht ein auf 150 Millionen US-Dollar geschätzter Sachschaden.

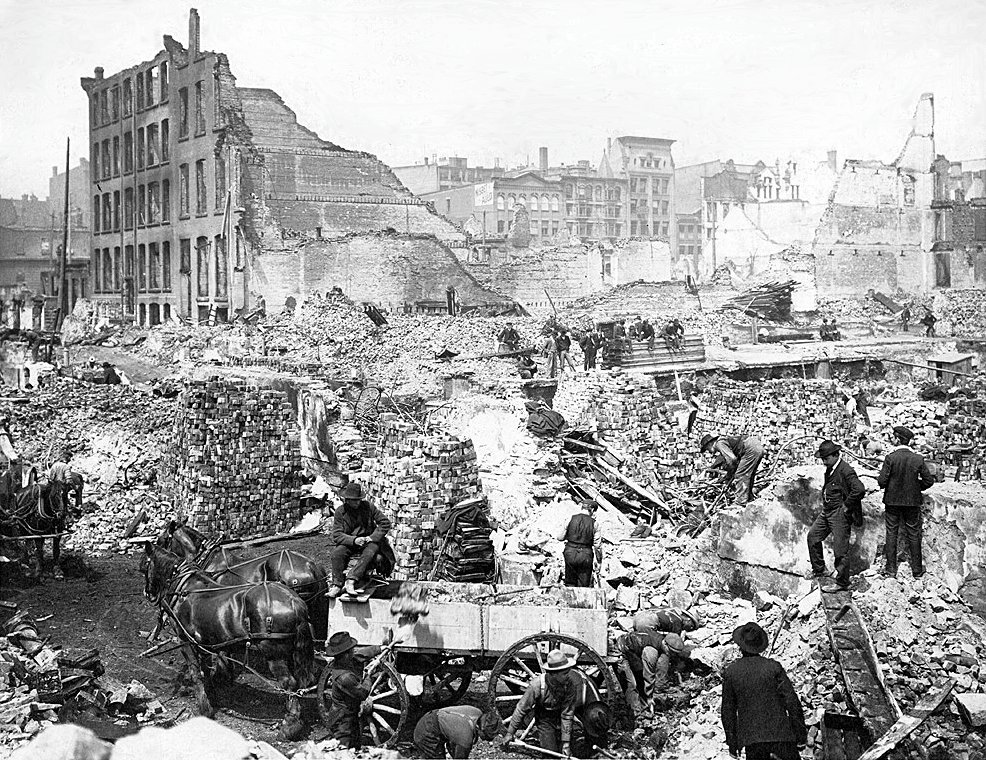
Die Front Street Torontos nach der Brandkatastrophe

- 19. April: Mit dem Stadtbrand von Toronto ereignet sich die größte Brandkatastrophe der Stadt, die über 100 Gebäude in der Innenstadt zerstört. Menschen kommen nicht ums Leben, allerdings werden 5.000 kurz- oder mittelfristig arbeitslos, weil zahlreiche Industrie- und Gewerbegebäude von dem Brand betroffen sind.

Kleinere Unglücksfälle sind in den Unterartikeln von Katastrophe und in der Liste von Katastrophen aufgeführt.

### Sport

#### Olympische Spiele
- 1. Juli bis 23. November: Olympischen Sommerspiele in St. Louis, Missouri, Vereinigte Staaten. Bei den Spielen ist Sackhüpfen das erste und einzige Mal olympische Sportart, ebenso wie Tonnenspringen und Tabakweitspucken.

#### Verbandsgründungen
- 21. Mai: In Paris wird der Weltfußballverband FIFA von den Fußballverbänden folgender Länder gegründet: Belgien, Dänemark, Frankreich, Niederlande, Schweden, Schweiz, Spanien
- 21. Dezember: In Paris wird der Motorradweltverband, die Fédération Internationale de Motocyclisme, gegründet.

#### Vereinsgründungen
- 29. Januar: Der schwedische Sportverein Västerås SK wird gegründet.
- 15. April: Gründung des Fußballclubs FC Einigkeit Braunschweig (späterer Name: VfB Rot-Weiß Braunschweig)
- 1. Mai: Fußballbund für das Herzogtum Braunschweig wird durch folgende Vereine gegründet: FC Einigkeit Braunschweig, FuCC Eintracht 1895 Braunschweig, FC Viktoria 1900 Braunschweig, FC Fortuna 1901 Wolfenbüttel und FV 1902 Helmstedt
- 4. Mai: Gründung des Fußballclubs Westfalia Schalke (späterer Name: FC Schalke 04)
- 30. Mai: Gründung des deutschen Fußballvereins SC Freiburg
- 1. Juli: Gründung des Sport- und Fußballvereins Bayer 04 Leverkusen
- 20. Juli: Gründung des „Schwimm- und Eisklub Schwenningen e. V.“ der später in SERC Wild Wings umbenannt wird
- 12. August: In Rio de Janeiro wird der Fußballverein Botafogo Football Club gegründet.
- 4. Oktober: Der Fußballverein IFK Göteborg wird gegründet.
- 18. Dezember: Gründung des deutschen Fußballvereins Rot-Weiß Oberhausen

#### Weitere Sportereignisse
- 29. Mai: Das Endspiel zwischen dem VfB Leipzig – Britannia 92 Berlin um die deutsche Fußballmeisterschaft findet nicht statt. Nach einem Protest des Karlsruher FV sagt der DFB das Finale am Spieltag ab und annulliert die Meisterschaftsendrunde.

Einträge von Leichtathletik-Weltrekorden siehe unter der jeweiligen Disziplin unter Leichtathletik.

### Nobelpreise
| Preis                                   | Person                                             | Land                   | Begründung für die Preisvergabe | Bild                            |
| --------------------------------------- | -------------------------------------------------- | ---------------------- | --- | ------------------------------- |
| Nobelpreis für Physik                   | John William Strutt, 3. Baron Rayleigh (1842–1919) | Vereinigtes Königreich | „für seine Untersuchungen über die Dichte der wichtigsten Gase und seine im Zusammenhang damit gemachten Entdeckung des Argons“ | John William Strutt             |
| Nobelpreis für Chemie                   | Sir William Ramsay (1852–1916)                     | Vereinigtes Königreich | „als Anerkennung des Verdienstes, den er sich durch die Entdeckung der indifferenten gasförmigen Grundstoffe Edelgase in der Luft und die Bestimmung ihres Platzes im periodischen System erworben hat“                                    | William Ramsay                  |
| Nobelpreis für Physiologie oder Medizin | Iwan Petrowitsch Pawlow (1849–1936)                | Russland               | „in Anerkennung seiner Arbeit über die Physiologie der Verdauung, die das Wissen über wesentliche Aspekte dieses Bereichs verbessert und erweitert hat“                                                                                    | Iwan Petrowitsch Pawlow         |
| Nobelpreis für Literatur                | Frédéric Mistral (1830–1914)                       | Frankreich             | „mit Bezug auf die frische Ursprünglichkeit, das Geistreiche und Künstlerische in seiner Dichtung, die Natur und Volksleben seiner Heimat getreu widerspiegelt, sowie auf seine bedeutungsvolle Wirksamkeit als provenzalischer Philologe“ | Frédéric Mistral                |
| Nobelpreis für Literatur                | José Echegaray (1832–1916)                         | Spanien                | „mit Bezug auf seine umfassende und geistreiche Verfasserschaft, die auf selbständige und originelle Weise die großen Traditionen des spanischen Schauspiels wiederbelebt hat“                                                             | José Echgaray                   |
| Friedensnobelpreis                      | „Institut de Droit international“ (gegr. 1873)     | Belgien                | Wirken des Instituts für die Weiterentwicklung des internationalen Rechts | Institut de Droit international |

## Geboren

### Januar
- 01. Januar: Paul Laufer, MfS-Mitarbeiter († 1969)
- 02. Januar: Walter Heitler, deutscher Physiker († 1981)
- 02. Januar: Walter Hewel, Fahnenträger beim Hitlerputsch 1923 († 1945)
- 03. Januar: Caro Lamoureux, kanadische Sängerin († 1998)
- 04. Januar: Erhard Quack, deutscher Kirchenlieddichter und -Komponist († 1983)
- 05. Januar: Hans Heitmann, deutscher Lehrer und Schriftsteller († 1970)
- 05. Januar: Otto Niebergall, deutscher Politiker († 1977)
- 07. Januar: Fjodor Jefimowitsch Bokow, politisches Mitglied des Kriegsrates der Sowjetischen Militäradministration († 1984)
- 07. Januar: Ruth Landshoff, deutsch-amerikanische Schauspielerin und Schriftstellerin († 1966)
- 08. Januar: Peter Arno, US-amerikanischer Cartoonist († 1968)
- 08. Januar: Karl Brandt, Mediziner und Leibarzt von Adolf Hitler († 1948)
- 08. Januar: Otto Spülbeck, Bischof des Bistums Meißen († 1970)
- 08. Januar: Tampa Red, US-amerikanischer Sänger und Gitarrist († 1981)
- 08. Januar: Jan Volkert Rijpperda Wierdsma, niederländischer Rechtswissenschaftler († 1981)
- 09. Januar: Adolf Schröter, deutscher Porträt- und Landschaftsmaler († 1997)
- 09. Januar: Hermann Gösmann, 6. Präsident des DFB († 1979)
- 09. Januar: Conrad Letendre, kanadischer Organist, Komponist und Musikpädagoge († 1977)
- 10. Januar: Gonzalo Curiel, mexikanischer Pianist und Komponist († 1958)
- 11. Januar: Murray Alper, US-amerikanischer Schauspieler († 1984)
- 12. Januar: Bernhard Fischer-Schweder, Polizeichef von Tilsit, Massenmörder († 1960)
- 12. Januar: Fred McDowell, US-amerikanischer Blues-Musiker († 1972)
- 12. Januar: Elisabeth Rögner-Seeck, deutsche Malerin, Kinderbuchautorin und Kunsterzieherin († 1997)
- 13. Januar: Anton Besold, deutscher Politiker († 1991)
- 13. Januar: Nathan Milstein, ukrainisch-US-amerikanischer Violinist († 1992)
- 13. Januar: Eduard Schüller, deutscher Ingenieur († 1976)
- 13. Januar: Richard Addinsell, britischer Filmkomponist († 1977)
- 14. Januar: Henri-Georges Adam, französischer Hochschullehrer, Maler, Grafiker, Bildhauer und Gestalter († 1967)
- 15. Januar: Jim Bowdoin, US-amerikanischer American-Football-Spieler († 1969)
- 15. Januar: Ludvík Frejka, tschechischer Politiker und Publizist († 1952)
- 17. Januar: André Blusset, französischer Skilangläufer († 1994)

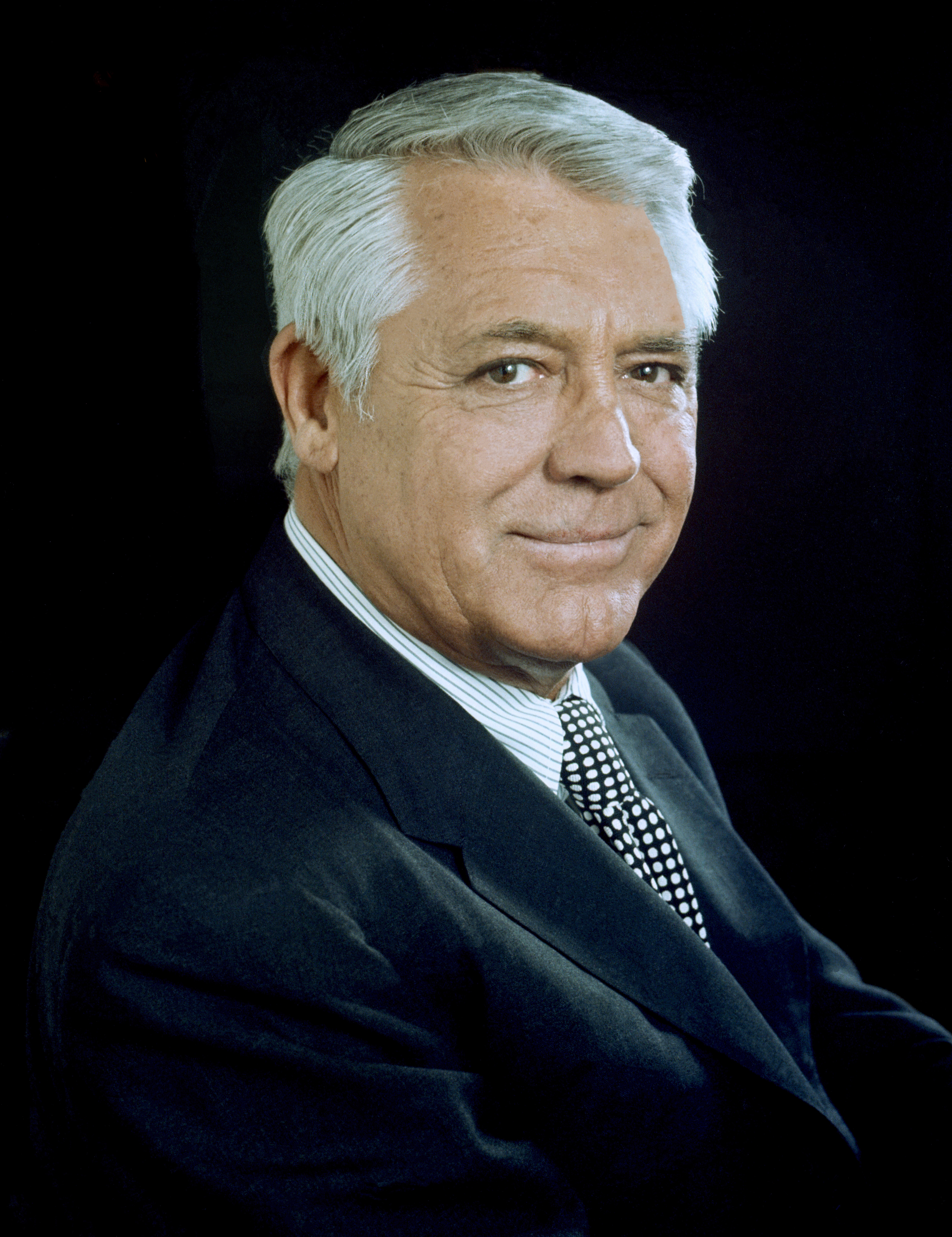
Cary Grant, 1973

- 18. Januar: Cary Grant, US-amerikanischer Schauspieler († 1986)
- 18. Januar: Angelo Polledri, italienischer Ruderer († 1997)
- 19. Januar: Gordon Beecher, US-amerikanischer Marine-Vizeadmiral und Komponist († 1973)
- 22. Januar: Sigurd Anderson, US-amerikanischer Politiker († 1990)
- 22. Januar: Arkadi Petrowitsch Gaidar, russischer Jugendschriftsteller († 1941)
- 22. Januar: George Balanchine, russischer Choreograph, Gründer des American Ballet († 1983)
- 23. Januar: Karl Schlechta, deutscher Nietzsche-Forscher († 1985)
- 24. Januar: Hans Lauscher, deutscher Politiker († 1981)
- 25. Januar: Géza Frid, ungarischer Pianist und Komponist († 1989)
- 26. Januar: Otto Kässbohrer, deutscher Unternehmer und Fahrzeugkonstrukteur († 1989)
- 26. Januar: Seán MacBride, irischer Politiker und Friedensnobelpreisträger († 1988)
- 29. Januar: Arnold Gehlen, deutscher Philosoph und Soziologe († 1976)
- 30. Januar: Aleksandrs Ābrams, lettischer Fußballspieler († 1958)
- 30. Januar: Jean Delemer, französischer Automobilrennfahrer († 1993)
- 30. Januar: Fritz Duda, deutscher Maler und Grafiker († 1991)
- 30. Januar: Louis Häfliger, Schweizer Delegierter des Internationalen Komitees vom Roten Kreuz († 1993)
- 31. Januar: Frederick H. Boland, irischer Politiker († 1985)
- 31. Januar: Max Sulzbachner, Schweizer Maler († 1985)

### Februar
- 01. Februar: Joseph Asajirō Satowaki, Erzbischof von Nagasaki und Kardinal († 1996)
- 01. Februar: Simon Bon, niederländischer Ruderer († 1987)
- 01. Februar: Gerhard Wartenberg, deutscher Autor († 1942)
- 02. Februar: Waleri Pawlowitsch Tschkalow, sowjetischer Pilot († 1938)
- 03. Februar: Alexander Alexandrowitsch Charkewitsch, russischer Wissenschaftler der Nachrichtentechnik († 1965)
- 03. Februar: Luigi Dallapiccola, italienischer Komponist († 1975)
- 04. Februar: MacKinlay Kantor, US-amerikanischer Schriftsteller († 1977)
- 04. Februar: Josef Klein, deutscher Motorradrennfahrer († 1973)
- 04. Februar: Teo Otto, deutscher Bühnenbildner († 1968)
- 04. Februar: Deng Yingchao, Ehefrau von Zhou Enlai († 1992)
- 05. Februar: Walter Gross, deutscher Kabarettist († 1989)
- 05. Februar: Ioan Ghyka Cantacuzene, rumänischer Adeliger, Flieger und Automobilrennfahrer († 1932)
- 06. Februar: Theo Balden, deutscher Bildhauer und Grafiker († 1995)
- 07. Februar: Ernst Ginsberg, deutscher Schauspieler, Regisseur und Theaterleiter († 1964)
- 09. Februar: Harold J. Arthur, US-amerikanischer Politiker († 1971)
- 10. Februar: John Farrow, australischer Drehbuchautor und Regisseur († 1963)
- 10. Februar: Otto Dannebom, deutscher Politiker und MdB († 1975)
- 10. Februar: Tito Colliander, finnlandschwedischer Schriftsteller († 1989)
- 11. Februar: Michail Barschtsch, russischer Architekt und Hochschullehrer († 1976)
- 11. Februar: Lucile Randon, französische Supercentenarian und Ordensschwester († 2023)
- 12. Februar: Rudolf Platte, deutscher Schauspieler († 1984)
- 13. Februar: Karaki Junzō, japanischer Literaturwissenschaftler († 1980)
- 14. Februar: Hertta Kuusinen, finnische kommunistische Politikerin († 1974)
- 14. Februar: Walter Hochmuth, deutscher Politiker und Antifaschist († 1979)
- 15. Februar: Antonin Magne, französischer Radrennfahrer († 1983)
- 16. Februar: George F. Kennan, US-Historiker und Diplomat († 2005)
- 16. Februar: Hugo Wiener, österreichischer Komponist und Pianist († 1993)
- 17. Februar: Philippe de Gunzburg, französischer Widerstandskämpfer und Automobilrennfahrer († 1986)
- 17. Februar: Hans Morgenthau, deutscher Jurist und Politikwissenschaftler († 1980)
- 18. Februar: Otto Rahn, deutscher Schriftsteller, der sich mit dem Gralsmythos beschäftigte († 1939)
- 20. Februar: Herbert Brownell junior, US-amerikanischer Politiker und ehemaliger Justizminister († 1996)
- 21. Februar: Charles Frederick Goodeve, kanadischer Chemiker († 1980)
- 22. Februar: Robert Thomas Ashmore, US-amerikanischer Politiker († 1989)
- 22. Februar: Clemens Lugowski, deutscher Germanist († 1942)
- 22. Februar: Ernst Jakob Henne, deutscher Motorsportler († 2005)
- 22. Februar: Stephanos I. Sidarouss, Kardinal und Patriarch von Alexandria († 1987)
- 22. Februar: Bayume Mohamed Husen, afrikanisch-deutscher Askari und Schauspieler († 1944)
- 23. Februar: George Docking, US-amerikanischer Politiker († 1964)
- 23. Februar: Leopold Trepper, polnischer Kommunist, Widerstandskämpfer und Publizist († 1982)
- 24. Februar: Maitland Farmer, kanadischer Organist, Cembalist und Musikpädagoge († 1995)
- 24. Februar: Wilhelm Mantel, deutscher Forstbeamter und Forstwissenschaftler († 1983)
- 26. Februar: Serafim Saizew, sowjetischer Schauspieler († 1978)
- 26. Februar: Curth Georg Becker, deutscher Maler und Graphiker († 1972)
- 26. Februar: Hans-Joachim Fricke, deutscher Politiker († 1974)
- 27. Februar: André Leducq, französischer Radrennfahrer († 1980)
- 27. Februar: Josef Maria Camenzind, Schweizer Geistlicher und Schriftsteller († 1984)
- 27. Februar: James T. Farrell, US-amerikanischer Schriftsteller († 1979)
- 27. Februar: Theodor Ritterspach, Richter des Bundesverfassungsgerichts († 1999)
- 28. Februar: Wilhelm Michels, Pädagoge und Schulleiter, Freund Arno Schmidts († 1988)
- 29. Februar: Rukmini Devi Arundale,  indische Tänzerin, Politikerin und Theosophin († 1986)
- 29. Februar: Hugh Bancroft, kanadischer Organist und Komponist († 1988)
- 29. Februar: Jimmy Dorsey, US-amerikanischer Jazzmusiker († 1957)
- 29. Februar: Walter Heinrich Fuchs, deutscher Phytomediziner († 1981)
- 29. Februar: Alan Richardson, schottischer Komponist und Pianist († 1978)

### März
- 01. März: Bogdan Kobulow, sowjetischer Militär und Politiker († 1953)
- 01. März: Glenn Miller, US-amerikanischer Jazz-Posaunist und Bandleader († 1944)
- 02. März: Theodor Seuss Geisel, US-amerikanischer Kinderbuch-Autor und Cartoonzeichner († 1991)
- 02. März: Elsie Wisdom, britische Automobilrennfahrerin († 1972)
- 03. März: Unica Bachmann-Calcoen, deutsch-niederländische Porträt- und Tiermalerin († 1986)
- 03. März: Horace Lapp, kanadischer Pianist, Organist, Dirigent und Komponist († 1986)
- 03. März: El Duque del Morteruelo, spanischer Dichter († 2004)
- 03. März: Harry Werner Storz, deutscher Leichtathlet († 1982)
- 04. März: Luis Carrero Blanco, spanischer Admiral und Politiker († 1973)
- 04. März: Edgar Jené, deutsch-französischer Maler und Grafiker, Surrealist († 1984)
- 04. März: George Gamow, russisch-US-amerikanischer Physiker († 1968)
- 04. März: Joseph Schmidt, deutsch-österreichischer Kammersänger und Kantor († 1942)
- 05. März: Alexei Nikolajewitsch Kossygin, Ministerpräsident der Sowjetunion († 1980)

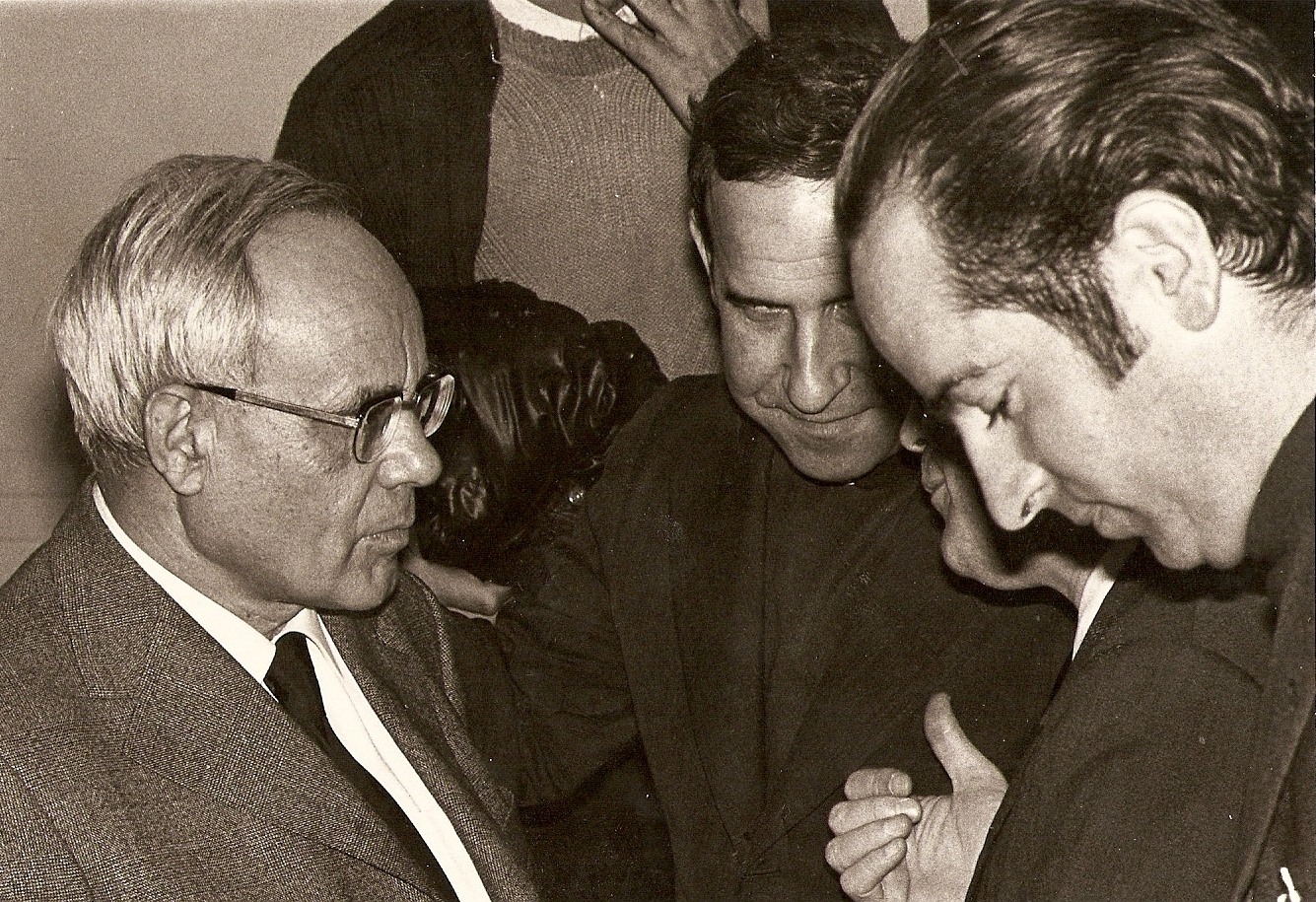
Karl Rahner, 1974 im Gespräch (links)

- 05. März: Karl Rahner, katholischer deutscher Theologe († 1984)
- 06. März: José Antonio Aguirre, baskischer Politiker († 1960)
- 06. März: Andy Aitkenhead, schottisch-kanadischer Eishockeytorwart († 1968)
- 07. März: Jean Arnolds, belgischer Geistlicher († 1944)
- 07. März: Reinhard Heydrich, NS-Politiker († 1942)
- 08. März: Hans Tschiggfrey, österreichischer Politiker († 1963)
- 08. März: Viktor de Kowa, deutscher Theater- und Filmschauspieler und Regisseur († 1973)
- 09. März: Ellen Frank, deutsche Schauspielerin und Tänzerin († 1999)
- 09. März: Bobby Kohlrausch, deutscher Automobilrennfahrer († 1953)
- 10. März: Hans Brehme, deutscher Komponist († 1957)
- 10. März: Oran Pape, US-amerikanischer American-Football-Spieler, Polizist († 1936)
- 11. März: Albrecht von Hagen, deutscher Jurist und Widerstandskämpfer († 1944)
- 12. März: Adolf Arndt, deutscher Politiker († 1974)
- 12. März: Bodo Uhse, deutscher Schriftsteller († 1963)
- 13. März: Reidar Aulie, norwegischer Maler († 1977)
- 13. März: Wilhelm Eigener, deutscher Tier-Illustrator († 1982)
- 13. März: Erhart Kästner, deutscher Schriftsteller und Bibliothekar († 1974)
- 13. März: Paul Mattick, deutscher Kommunist und politischer Schriftsteller († 1981)
- 14. März: Armas Äikiä, finnischer Autor kommunistischer Literat und Journalist († 1965)
- 14. März: Doris Eaton Travis, US-amerikanische Schauspielerin und Tänzerin († 2010)
- 15. März: Brunolf Baade, deutscher Ingenieur der Flugzeugindustrie († 1969)
- 15. März: George Brent, US-amerikanischer Filmschauspieler († 1979)
- 15. März: Fritz Berendsen, deutscher Politiker († 1974)
- 17. März: Patrick Hamilton, englischer Schriftsteller († 1962)
- 17. März: Hein van Suylekom, niederländischer Ruderer († 1982)
- 17. März: Walfried Winkler, deutscher Motorradrennfahrer († 1982)
- 18. März: Alfredo Poviña, argentinischer Soziologe († 1986)
- 19. März: Tadeusz Kassern, polnischer Komponist († 1957)
- 19. März: John Sirica, US-amerikanischer Richter († 1992)
- 20. März: Walter Elsasser, deutsch-amerikanischer Physiker († 1991)
- 20. März: Walter Handschuhmacher, deutscher Schwimmer († 1987)
- 20. März: B. F. Skinner, US-amerikanischer Psychologe († 1990)
- 21. März: Nikos Skalkottas, griechischer Komponist († 1949)
- 21. März: Max Steenbeck, deutscher Physiker († 1981)
- 23. März: Mosher Joseph Blumenfeld US-amerikanischer Jurist († 1988)
- 22. März: Jack Z. Anderson, US-amerikanischer Politiker († 1981)
- 25. März: Johann Baptist Gradl, deutscher Politiker († 1988)
- 25. März: Alexander Schawinsky, Schweizer Maler, Fotograf und Bühnenbildner († 1979)
- 26. März: Joseph Campbell, US-amerikanischer Professor und Autor († 1987)
- 26. März: Attilio Ferraris, italienischer Fußballspieler († 1947)
- 26. März: Hermann Schroeder, deutscher Komponist und katholischer Kirchenmusiker († 1984)
- 26. März: Willy Fischer, deutscher Politiker († 1951)
- 29. März: Josef Brinkmann, deutscher Schmied, Amateurornithologe und Vogelfotograf († 1974)
- 30. März: Alexandrina Maria da Costa, portugiesische Mystikerin († 1955)
- 30. März: E. P. Jacobs, belgischer Comic-Zeichner († 1987)
- 30. März: Ernesto de la Guardia Navarro, 30. Staatspräsident von Panama († 1983)
- 31. März: Harry Buckwitz, deutscher Regisseur († 1987)

### April
- 01. April: Nikolai Bersarin, erster sowjetischer Stadtkommandant von Berlin († 1945)
- 03. April: Maria Wiłkomirska, polnische Pianistin, Kammermusikerin und Musikpädagogin († 1995)
- 04. April: Alexander Nikolajewitsch Afinogenow, russischer Schriftsteller und Dramatiker († 1941)
- 04. April: Arne Hülphers, schwedischer Jazzmusiker, Pianist und Kapellmeister († 1978)
- 04. April: Walter Kohler, US-amerikanischer Politiker († 1976)
- 04. April: Käthe von Nagy, ungarische Schauspielerin († 1973)
- 05. April: Hermann Bruse, deutscher Maler und Graphiker († 1953)
- 05. April: Doddy Delissen, österreichische Tänzerin, Diseuse und Filmschauspielerin († 1987)
- 06. April: Willy Harzheim, deutscher Arbeiterschriftsteller und Kommunist († 1937)

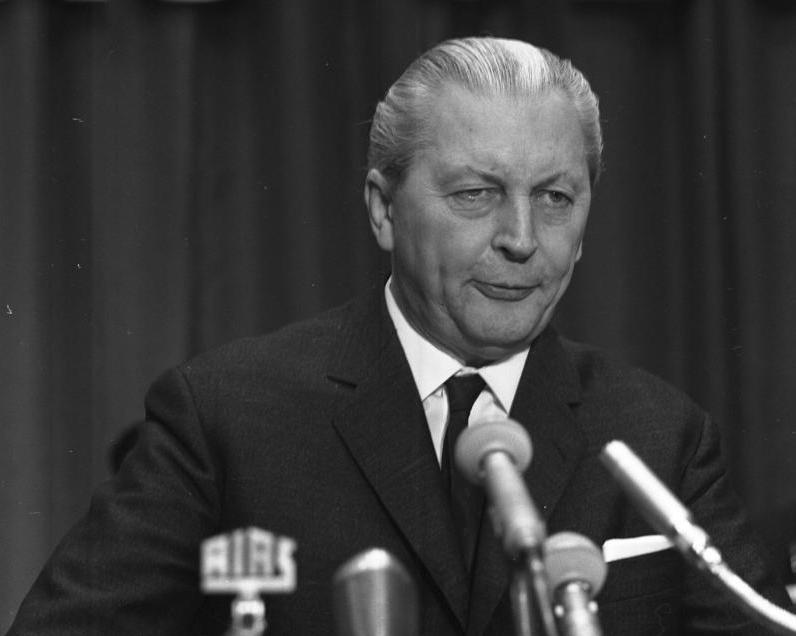
Kurt Georg Kiesinger, 1967

- 06. April: Kurt Georg Kiesinger, deutscher Politiker und Bundeskanzler († 1988)
- 06. April: Erwin Komenda, Automobildesigner († 1966)
- 07. April: Curt Querner, Maler († 1976)
- 08. April: John Antill, australischer Komponist († 1986)
- 08. April: Yves Congar, Kardinal der römisch-katholischen Kirche († 1995)
- 08. April: John Richard Hicks, britischer Ökonom († 1989)
- 08. April: Karl Scherm, deutscher Fußballspieler († 1977)
- 08. April: Herbert Wolff, deutscher Politiker († 1958)
- 09. April: Ludwig Hohl, Schweizer Autor († 1980)
- 09. April: Adolf Schmidt-Bodenstedt, deutscher Lehrer, NS-Funktionär und Politiker († 1981)
- 09. April: Paul Wessel, Mitglied des Politbüros des ZK der SED in der DDR († 1967)
- 09. April: August Wieschemeyer, deutscher Maristenpater und Theologe († 1979)
- 10. April: Gerhard Aßfahl, deutscher Pädagoge und Heimatforscher († 2007)
- 10. April: Scott E. Forbush, US-amerikanischer Geophysiker († 1984)
- 10. April: Joachim Gottschalk, deutscher Schauspieler († 1941)
- 11. April: Werner Berg, deutscher Maler († 1981)
- 12. April: Paul Dahlke, deutscher Schauspieler († 1984)
- 13. April: Martha Weber, deutsche Heimatdichterin († 1998)
- 14. April: Matthias Andresen, deutscher Politiker († 1992)
- 14. April: Franz Eibel, österreichischer Geistlicher und Opfer der Nationalsozialisten († 1934)
- 14. April: John Gielgud, britischer Schauspieler († 2000)
- 14. April: Hans Schumann, deutscher Motorradrennfahrer († 1968)
- 15. April: Arshile Gorky, US-amerikanischer Maler († 1948)
- 16. April: Clifford P. Case, US-amerikanischer Politiker († 1982)
- 16. April: Walter Walford Johnson, US-amerikanischer Politiker († 1987)
- 17. April: Joseph Ahrens, deutscher Komponist und Organist († 1997)
- 18. April: Paul Zapp, Anführer des Sonderkommandos 11a der Einsatzgruppe D, Massenmörder († 1999)
- 21. April: Leon Adde, US-amerikanischer Jazz-Schlagzeuger († 1942)
- 21. April: Odilo Globocnik, an der Durchführung des Holocaust beteiligter Nationalsozialist († 1945)
- 21. April: Vasil Hopko, griechisch-katholischer Weihbischof von Prešov († 1976)
- 22. April: Pino Bernasconi, Schweizer Jurist und Politiker († 1983)

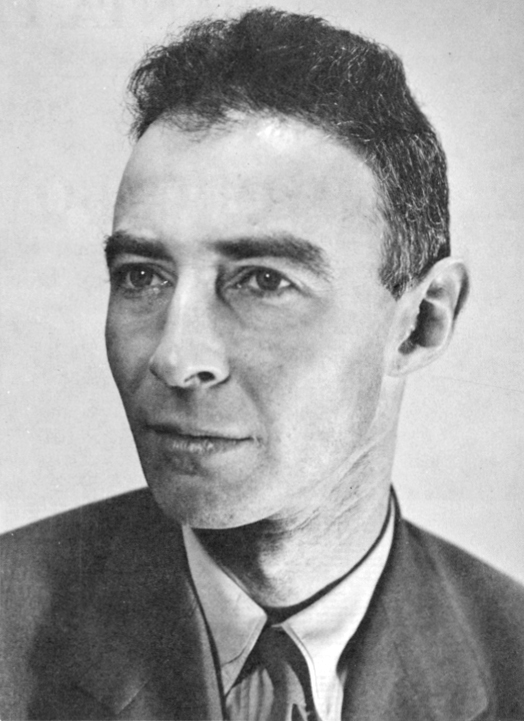
Robert Oppenheimer, um 1944

- 22. April: Robert Oppenheimer, US-amerikanischer Physiker († 1967)
- 24. April: Willem de Kooning, US-amerikanischer Maler († 1997)
- 25. April: Huey Long, US-amerikanischer Musiker († 2009)
- 26. April: Igor Gorin, US-amerikanischer Sänger, Schauspieler, Komponist und Musikpädagoge († 1982)
- 27. April: Cecil Day-Lewis, Schriftsteller und Dichter († 1972)
- 28. April: Irene Ambrus, ungarische Sängerin und Schauspielerin († 1990)
- 28. April: Willi Kollo, deutscher Komponist († 1988)
- 28. April: Elisabeth Schumacher, deutsche Widerstandskämpferin († 1942)
- 29. April: Willi Dickhut, deutscher Kommunist und Mitbegründer der MLPD († 1992)
- 29. April: Russ Morgan, US-amerikanischer Bandleader, Pianist, Posaunist und Komponist († 1969)
- 29. April: Pedro Vargas, mexikanischer Sänger († 1989)

### Mai
- 02. Mai: J. Anthony Hughes, US-amerikanischer Schauspieler und Radiosprecher († 1970)
- 02. Mai: Arturo Moroni, italienischer Ruderer († 1972)
- 03. Mai: Bill Brandt, deutscher Fotograf († 1983)
- 03. Mai: Roberto Agramonte, kubanischer Philosoph, Soziologe und Politiker († 1995)
- 04. Mai: Antonio Buenaventura, philippinischer Komponist († 1996)
- 04. Mai: Umm Kulthum, ägyptische Sängerin († 1975)
- 04. Mai: Josef Pieper, deutscher Philosoph († 1997)
- 05. Mai: Franz Arzdorf, deutscher Schauspieler und Regisseur († 1974)
- 05. Mai: Robert Kronfeld, österreichischer Segelflieger († 1948)
- 06. Mai: Benjamin Akzin, israelischer Professor († 1985)
- 06. Mai: Clifford Raymond „Cliff“ Carlisle, US-amerikanischer Country-Sänger († 1983)
- 06. Mai: Harry Martinson, schwedischer Schriftsteller, Nobelpreisträger (Literatur) († 1978)
- 06. Mai: Max Mallowan, britischer Archäologe († 1978)
- 06. Mai: Moshé Feldenkrais, Physiker, entwickelte die Feldenkrais-Methode († 1984)
- 07. Mai: Pierre Padrault, französischer Automobilrennfahrer († 1971)
- 09. Mai: Erwin van Aaken, deutscher  Architekt († 2008)
- 09. Mai: Gregory Bateson, britischer Anthropologe († 1980)
- 09. Mai: Pol Demeuter, belgischer Motorradrennfahrer († 1934)
- 09. Mai: David MacDonald, englischer Filmregisseur († 1983)
- 09. Mai: Grete Stern, deutsche Fotografin und Designerin († 1999)
- 09. Mai: Takeda Rintarō, japanischer Schriftsteller († 1946)
- 10. Mai: Kuwabara Takeo, japanischer Literaturwissenschaftler und Übersetzer († 1988)

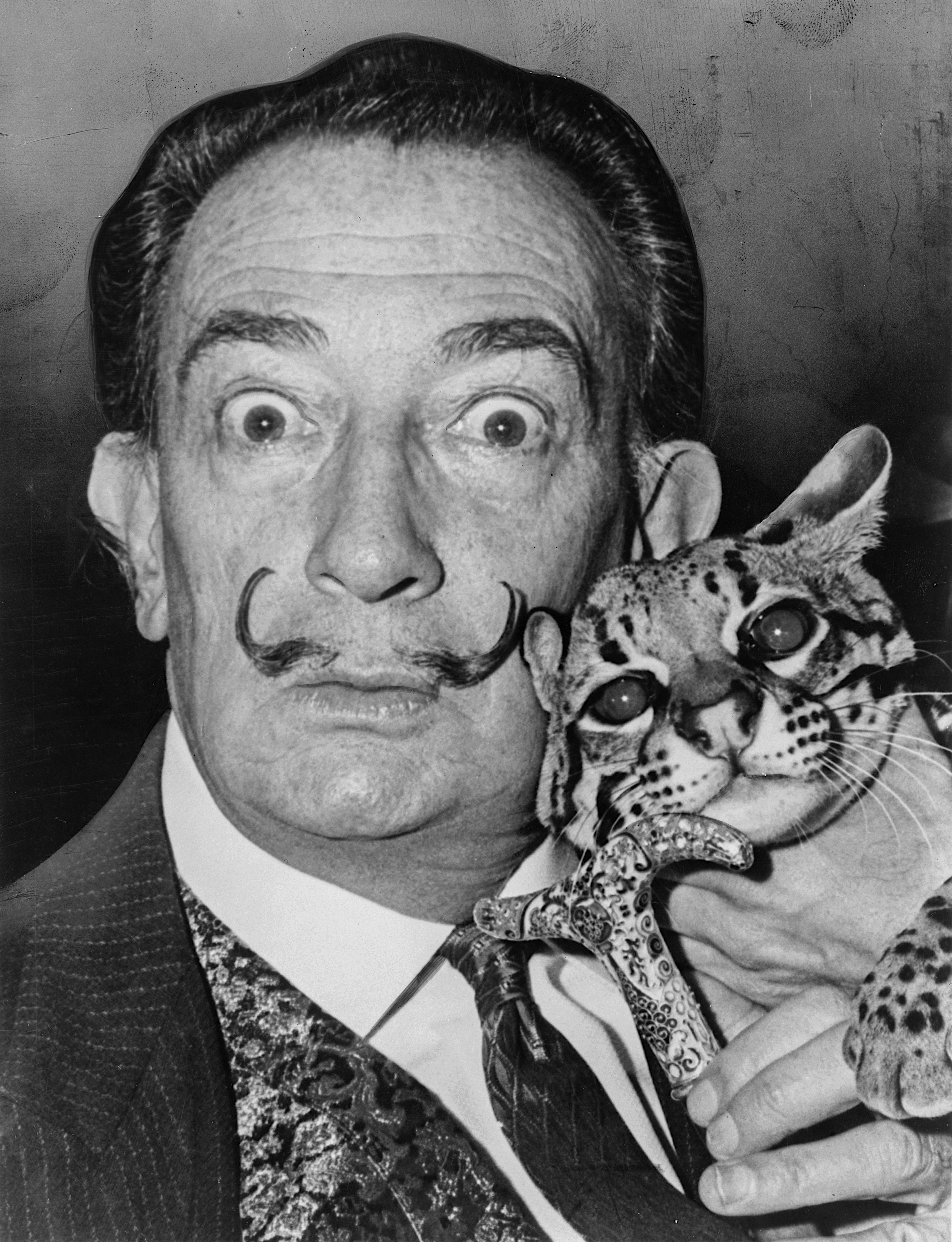
Salvador Dalí, 1965

- 11. Mai: Salvador Dalí, spanischer Maler des Surrealismus († 1989)
- 11. Mai: Willy Sommerfeld, deutscher Stummfilmpianist († 2007)
- 13. Mai: Ernst Duschön, deutscher Politiker († 1981)
- 13. Mai: Chishū Ryū, japanischer Schauspieler († 1993)
- 14. Mai: Hans Albert Einstein, Sohn Albert Einsteins und dessen Frau Mileva Maric († 1973)
- 14. Mai: Marcel Junod, Schweizer Arzt († 1961)
- 15. Mai: Georg Knöpfle, deutscher Fußballspieler und -trainer († 1987)
- 15. Mai: Emmi Haux, deutsche Leichtathletin († 1987)
- 15. Mai: Merle Montgomery, US-amerikanische Komponistin, Pianistin und Musikpädagogin († 1986)
- 16. Mai: François Marty, Kardinal der römisch-katholischen Kirche († 1994)
- 16. Mai: Horst Strempel, deutscher Grafiker und Maler († 1975)
- 17. Mai: Jean Gabin, französischer Schauspieler († 1976)
- 18. Mai: Alfred Jäger, tschechisch-deutscher Mediziner († 1988)
- 20. Mai: Margery Allingham, englische Krimi-Schriftstellerin († 1966)
- 20. Mai: Nagai Tatsuo, japanischer Schriftsteller († 1990)
- 20. Mai: Hedda Zinner, deutsche Schriftstellerin, Schauspielerin († 1994)
- 21. Mai: Wolfgang Auler, deutscher Organist († 1986)
- 21. Mai: Robert Montgomery, US-amerikanischer Schauspieler († 1981)
- 21. Mai: Fats Waller, Jazz-Pianist, -Komponist und -Sänger († 1943)
- 22. Mai: Erich Behrendt, deutscher Politiker und SA-Mitglied († 1941)
- 23. Mai: Erich Beyreuther, deutscher lutherischer Theologe und Kirchenhistoriker († 2003)
- 24. Mai: Sefton Delmer, britischer Journalist († 1979)
- 24. Mai: Hanna Waag, deutsche Schauspielerin († 1995)
- 25. Mai: Kurt Thomas, deutscher Komponist und Chorleiter († 1973)
- 25. Mai: Lizzi Waldmüller, österreichische Filmschauspielerin und Sängerin († 1945)
- 26. Mai: Vincent Alo, hochrangiger US-amerikanischer Mobster der La Cosa Nostra († 2001)
- 27. Mai: Chuhei Nambu, japanischer Leichtathlet und Olympiasieger († 1997)
- 29. Mai: Grigori Romanowitsch Ginsburg, russischer Pianist  († 1961)
- 29. Mai: Gregg Toland, US-amerikanischer Kameramann († 1948)
- 30. Mai: Ella Ehlers, deutsche Politikerin (KPD, SADP, SPD) († 1985)

### Juni
- 01. Juni: Raymond Lussan, französischer Automobilrennfahrer († 1994)
- 02. Juni: František Plánička, tschechischer Fußballspieler († 1996)
- 02. Juni: Valaida Snow, US-amerikanische Jazztrompeterin und Sängerin († 1956)

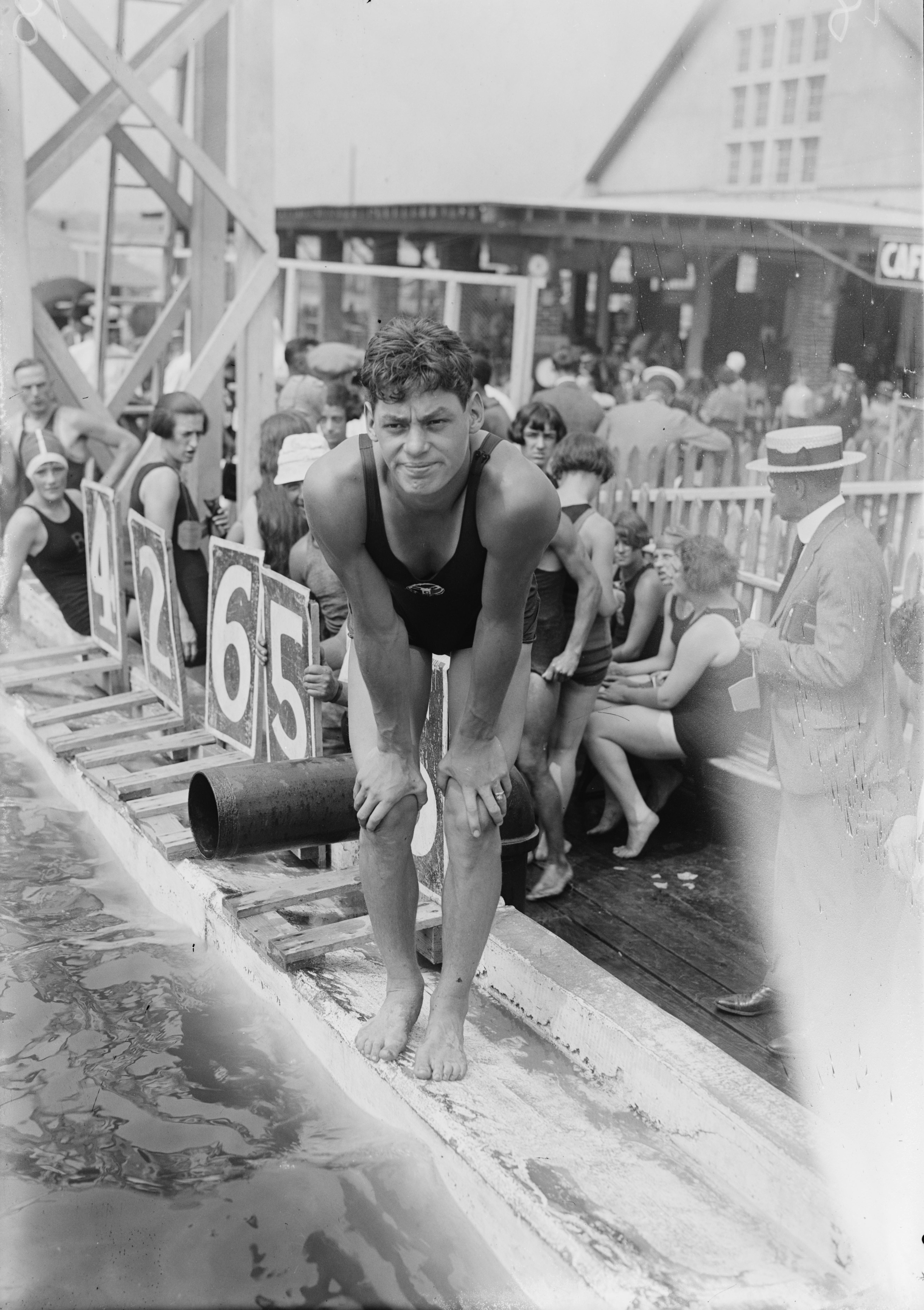
Johnny Weissmüller ca. 1925

- 02. Juni: Johnny Weissmüller, US-amerikanischer Schwimmer und Filmschauspieler († 1984)
- 03. Juni: Friedrich Gondolatsch, deutscher Astronom († 2003)
- 04. Juni: Henry Grob, Schweizer Schachmeister († 1974)
- 04. Juni: Anni Krahnstöver, deutsche Politikerin († 1961)
- 04. Juni: Rudolf Preising, deutscher römisch-katholischer Pfarrer, Lehrer, Heimatforscher und Archivar († 1981)
- 04. Juni: Paul Schachtschabel, deutscher Bodenkundler († 1998)
- 05. Juni: Hans Furler, deutscher Politiker († 1975)
- 06. Juni: Hans Pauer, österreichischer Archivar und Bibliothekar († 1989)
- 07. Juni: Udo Adelsberger, deutscher Erfinder († 1992)
- 08. Juni: Robert Furrer, Schweizer Zollbeamter († 1962)
- 09. Juni: William Joscelyn Arkell, britischer Geologe († 1958)
- 09. Juni: Herdis McCrary, US-amerikanischer American-Football-Spieler († 1981)
- 10. Juni: Willi Agatz, deutscher Politiker († 1957)
- 11. Juni: Pinetop Smith, US-amerikanischer Jazz-Pianist († 1929)
- 11. Juni: Emil František Burian, tschechischer Komponist († 1959)
- 12. Juni: John Newmark, kanadischer Pianist († 1991)
- 13. Juni: Hermann Stoll, deutscher Geologe und Prähistoriker († 1944)
- 14. Juni: Benno Ammann, Schweizer Dirigent und Komponist († 1986)
- 14. Juni: Margaret Bourke-White, US-amerikanische Fotoreporterin († 1971)
- 14. Juni: Jenny Jugo, österreichische Schauspielerin († 2001)
- 14. Juni: Marion Yorck von Wartenburg, deutsche Juristin und Widerständlerin († 2007)
- 15. Juni: Anna Mahler, österreichische Bildhauerin († 1988)
- 15. Juni: Paul Joseph Z’dun, deutscher „komischer Radfahrer“ († 1981)
- 16. Juni: Paul Grupp, deutscher Kameramann († 1974)
- 17. Juni: Ralph Bellamy, US-amerikanischer Schauspieler († 1991)
- 17. Juni: John Vernon McGee, US-amerikanischer presbyterianischer Geistlicher und Radioprediger († 1988)
- 18. Juni: Gordon Buehrig, US-amerikanischer Fahrzeugdesigner († 1990)
- 18. Juni: Clive Dunfee, britischer Automobilrennfahrer († 1932)
- 18. Juni: Manuel Rosenthal, französischer Dirigent und Komponist († 2003)
- 19. Juni: Claus Back, deutscher Schriftsteller († 1969)
- 19. Juni: Karl Fellinger, Arzt († 2000)

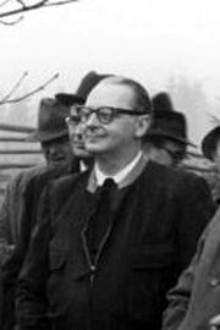
Heinrich von Brentano

- 20. Juni: Heinrich von Brentano, deutscher Politiker († 1964)
- 20. Juni: Antônio de Castro Mayer, brasilianischer Bischof († 1991)
- 23. Juni: Placido Acevedo, puerto-ricanischer Trompeter, Orchesterleiter und Komponist († 1974)
- 23. Juni: George William Ahr, US-amerikanischer Bischof († 1993)
- 24. Juni: Louis Debeugny, französischer Automobilrennfahrer († 1979)
- 24. Juni: Kurt Kusenberg, deutscher Kunstkritiker und Schriftsteller († 1983)
- 25. Juni: Matthias Hoogen, deutscher Politiker († 1985)
- 25. Juni: Wladimir Konstantinowitsch Kokkinaki, sowjetischer Testpilot († 1985)
- 26. Juni: Peter Lorre, US-amerikanisch-ungarischer Filmschauspieler († 1964)
- 27. Juni: Walter Damm, deutscher Politiker, MdL in Schleswig-Holstein († 1981)
- 29. Juni: Jean Berveiller, französischer Organist und Komponist († 1976)
- 29. Juni: Witold Hurewicz, polnischer Mathematiker († 1956)
- 29. Juni: Allie Morrison, US-amerikanischer Ringer und Olympiasieger († 1966)
- 29. Juni: Umberto Mozzoni, Kardinal der römisch-katholischen Kirche († 1983)
- 29. Juni: Arthur Müller, deutscher Motorradrennfahrer († 1983)
- 30. Juni: Oskar Paulini, deutscher Schriftsteller († 1982)
- 30. Juni: Maurice Perrin, französischer Geistlicher, römisch-katholischer Erzbischof und Diplomat des Heiligen Stuhles († 1994)
- 30. Juni: Josef Wicki, Schweizer Jesuit und Missionshistoriker († 1993)

### Juli
- 02. Juli: René Lacoste, französischer Tennisspieler und Modeschöpfer († 1996)
- 02. Juli: Carl Weinrich, US-amerikanischer Organist und Musikpädagoge († 1991)
- 03. Juli: Otto Gotsche, deutscher Politiker und Schriftsteller († 1985)
- 03. Juli: Paul Bronisch, deutscher Künstler und Bildhauer († 1989)
- 03. Juli: Ralph Samuelson, US-amerikanischer Erfinder der Sportart Wasserski († 1977)
- 04. Juli: Gerhard Just, deutscher Schauspieler († 1977)
- 05. Juli: Harold Mario Mitchell Acton, britischer Autor († 1994)
- 05. Juli: Omar Cáceres, chilenischer Lyriker († 1943)
- 05. Juli: Ernst Mayr, deutsch-US-amerikanischer Biologe († 2005)

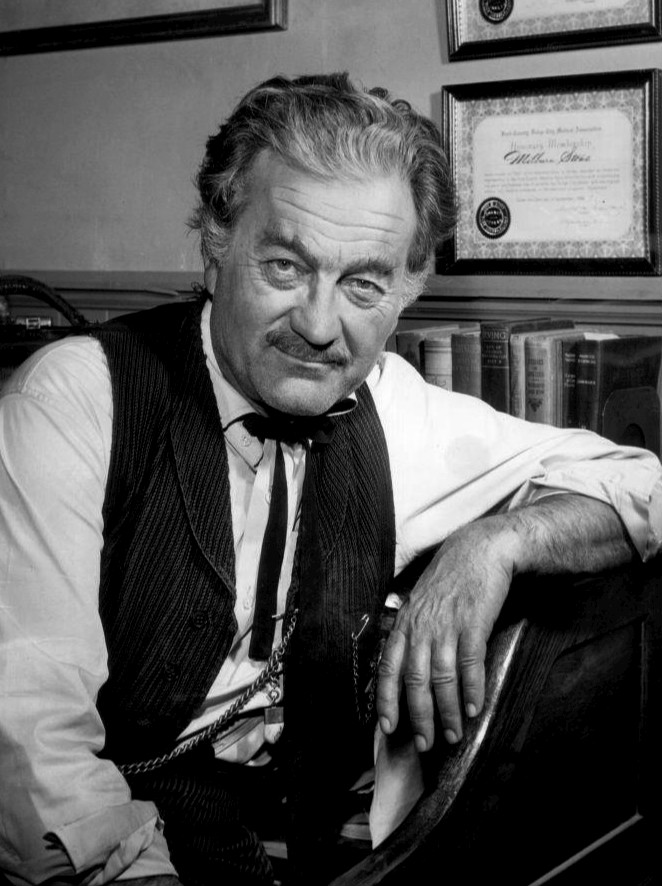
Milton Stone als Dr. Galen „Doc“ Adams in der Fernsehserie Rauchende Colts

- 05. Juli: Milburn Stone, US-amerikanischer Schauspieler († 1980)
- 06. Juli: Wilhelm Angerer, österreichischer Fotograf († 1982)
- 08. Juli: Henri Cartan, französischer Mathematiker († 2008)
- 09. Juli: Heinz Jost, Chef der Einsatzgruppe A, Amtschef Amt VI SD-Ausland im RSHA († 1964)
- 09. Juli: Otto Wahl, deutscher Skilangläufer († 1935)
- 12. Juli: Heinrich Abegg, Schweizer Politiker († 1984)
- 12. Juli: Paul Braess, deutscher Hochschullehrer († 1972)
- 12. Juli: Pablo Neruda, chilenischer Dichter und Diplomat († 1973)
- 12. Juli: Pinchas Lawon, israelischer Politiker († 1976)
- 13. Juli: Robert Minton, US-amerikanischer Bobsportler († 1974)
- 14. Juli: Hans Bernd Gisevius, Widerstandskämpfer des 20. Juli 1944 († 1974)
- 14. Juli: Hans-Heinrich Herwarth von Bittenfeld, deutscher Diplomat und Autor († 1999)
- 14. Juli: Nadia Reisenberg, US-amerikanische Pianistin und Musikpädagogin († 1983)
- 14. Juli: Josef Straka, tschechoslowakischer Ruderer († 1986)
- 15. Juli: Hildegunde Fritzi Anders, deutsche Schriftstellerin († 1944)
- 15. Juli: Karl Richter, Berliner Sozialdemokrat († 2005)
- 15. Juli: Rudolf Arnheim, deutsch-amerikanischer Kunstpsychologe († 2007)
- 16. Juli: Goffredo Petrassi, italienischer Komponist († 2003)
- 16. Juli: Léon-Joseph Suenens, belgischer Theologe, Erzbischof von Mecheln und Kardinal († 1996)
- 17. Juli: Charlotte Prinz, deutsche Malerin († 1993)
- 22. Juli: Georg Augustin, deutscher Jurist († 1993)
- 22. Juli: Karl Veken, deutscher Schriftsteller († 1971)
- 22. Juli: Otto Rombach, deutscher Journalist und Schriftsteller († 1984)
- 22. Juli: Peter Igelhoff, Musiker und Komponist († 1978)
- 22. Juli: Walther G. Oschilewski, deutscher Publizist, Lyriker und Kulturhistoriker († 1987)
- 23. Juli: Georges Hugon, französischer Komponist († 1980)
- 24. Juli: Léo Arnaud, US-amerikanischer Musiker († 1991)
- 24. Juli: Willi Boltze, deutscher Mittel- und Langstreckenläufer († 1937)
- 24. Juli: Delmer Daves, US-amerikanischer Drehbuchautor und Regisseur († 1977)
- 27. Juli: Hermann Jansen, Generalvikar und Domherr in Köln († 1984)
- 27. Juli: Ljudmila Rudenko, sowjetische Schachspielerin († 1986)
- 27. Juli: Oskar Lange, polnischer Nationalökonom und Minister († 1965)
- 28. Juli: Elyesa Bazna, deutscher Spion († 1970)
- 28. Juli: Pawel Alexejewitsch Tscherenkow, russischer Physiker und Nobelpreisträger († 1990)
- 29. Juli: Antanas Gudaitis, litauischer Maler und Grafiker († 1989)
- 30. Juli: Irène Aïtoff, französische Pianistin († 2006)
- 30. Juli: Rudolf Anderl, deutscher Journalist und Schriftsteller († 1971)

### August
- 01. August: Gordon Hendy, britischer Automobilrennfahrer († 1964)
- 02. August: Werner Seelenbinder, deutscher Ringer und Kommunist († 1944)
- 02. August: Erich Dethleffsen, deutscher Generalmajor der Wehrmacht und Abteilungsleiter des Bundesnachrichtendienstes († 1980)
- 03. August: Clifford D. Simak, US-amerikanischer SF-Autor († 1988)
- 03. August: Wilhelm Naegel, deutscher Politiker († 1956)
- 04. August: Max Fourny, französischer Verleger, Kunstsammler und Automobilrennfahrer († 1991)
- 04. August: Christian-Jaque, französischer Regisseur († 1994)
- 04. August: Witold Gombrowicz, polnischer Schriftsteller († 1969)
- 04. August: Otto Tschumi, Schweizer Kunstmaler († 1985)
- 05. August: Walter Bluhm, deutscher Schauspieler und Synchronsprecher († 1976)
- 06. August: Henry Iba, US-amerikanischer Basketballtrainer († 1993)
- 06. August: Tichon Alexandrowitsch Rabotnow, russischer Geobotaniker und Universitätsprofessor († 2000)
- 07. August: Ralph Bunche, US-amerikanischer Bürgerrechtler († 1971)
- 07. August: Erwin Fischer, deutscher Jurist († 1996)
- 07. August: Johanna Melzer, deutsche Widerstandskämpferin gegen das NS-Regime († 1960)
- 07. August: Gerhard Voigt, deutscher Ruderer († 1958)
- 08. August: Achille Varzi, italienischer Automobilrennfahrer († 1948)
- 08. August: István Szelényi, ungarischer Komponist († 1972)
- 09. August: Hasso von Boehmer, Oberstleutnant im Generalstab und Widerstandskämpfer († 1945)
- 09. August: Weston Adams, US-amerikanischer Sportfunktionär († 1973)
- 10. August: Geraldo, englischer Bandleader († 1974)
- 10. August: Karl Helling, deutscher Schachspieler († 1937)
- 10. August: Albert Skira, Schweizer Verleger († 1973)
- 12. August: Edward Montague Hussey Cooper, australischer Schauspieler († 2000)
- 12. August: Alexei Nikolajewitsch Romanow, Thronfolger, Kronprinz, Sohn des Zaren Nikolaus II. († 1918)
- 14. August: Martial Singher, französischer Opernsänger und Musikpädagoge († 1990)
- 15. August: Victor Bruns, deutscher Fagottist und Komponist († 1996)
- 16. August: Donald McCorkindale, südafrikanischer Boxer († 1970)
- 16. August: Genda Minoru, japanischer  Luftwaffengeneral und Politiker († 1989)

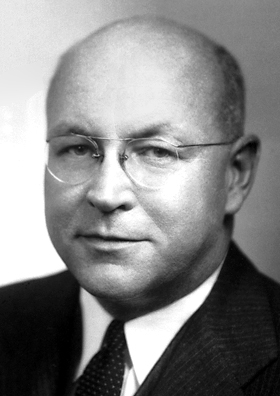
Wendell Meredith Stanley

- 16. August: Wendell Meredith Stanley, US-amerikanischer Chemiker und Nobelpreisträger († 1971)
- 17. August: Franz Reuss, deutscher Generalmajor († 1992)
- 20. August: Ernst Hofmann, deutscher katholischer Pfarrer und Lieddichter († 1999)
- 20. August: Hans-Georg Lindenstaedt, deutscher Tischtennisspieler († 1975)
- 20. August: Volodymyr Malanczuk, ukrainischer Bischof († 1990)
- 21. August: Count Basie, US-amerikanischer Jazz-Pianist, Organist und Bandleader († 1984)
- 21. August: Herbert Hesmer, deutscher Forstwissenschaftler († 1982)
- 22. August: Deng Xiaoping, chinesischer Politiker († 1997)
- 24. August: Eric Ashby, britischer Botaniker († 1992)
- 24. August: Ludwig Schmidseder, deutscher Komponist († 1971)
- 25. August: Wilhelm Abel, deutscher Wirtschaftshistoriker († 1985)
- 25. August: Jack Bartlett, britischer Unternehmer und Automobilrennfahrer († 1993)

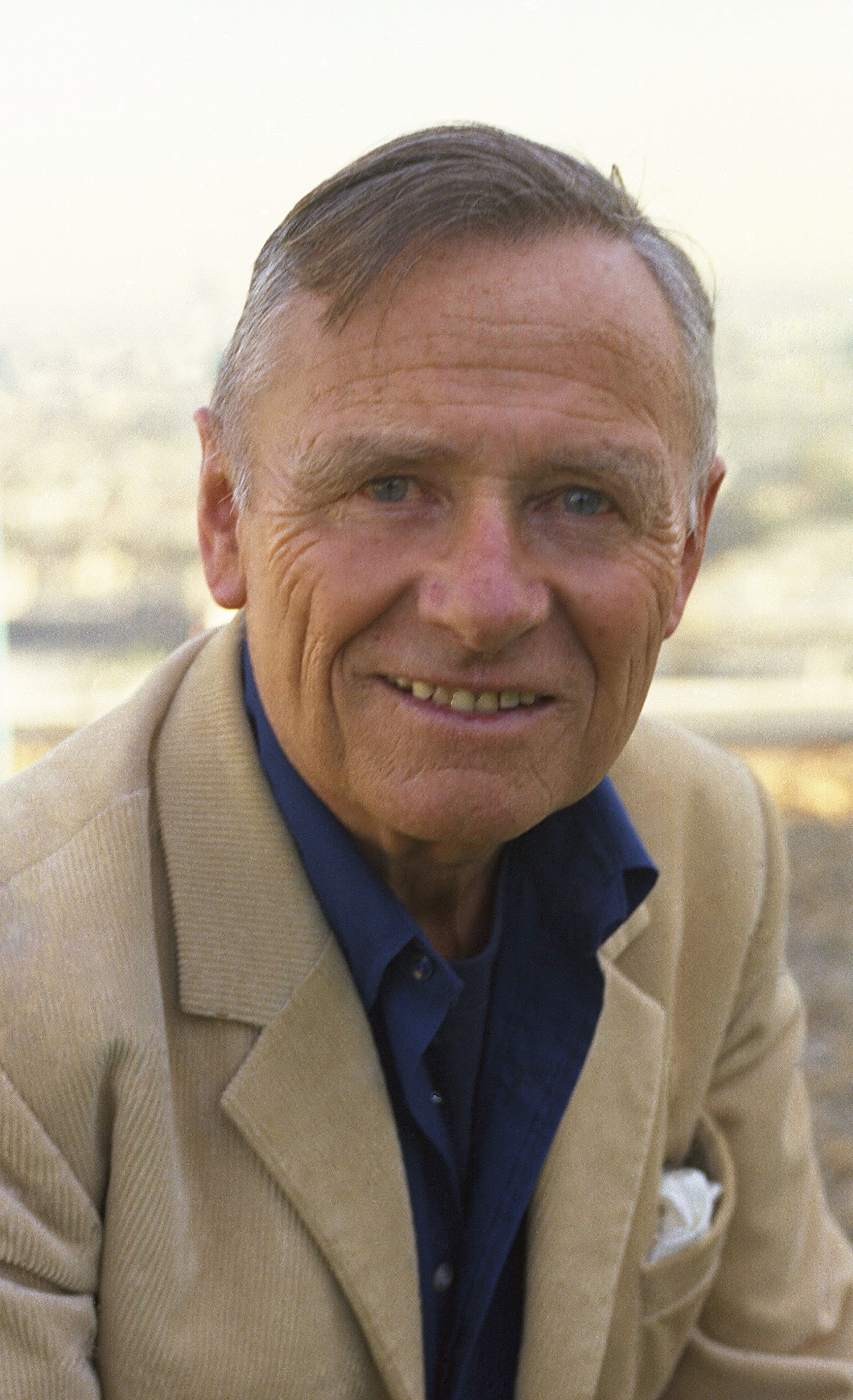
Christopher Isherwood, 1973

- 26. August: Christopher Isherwood, englisch-amerikanischer Schriftsteller († 1986)
- 26. August: Michel Vieuchange, französischer Abenteurer († 1930)
- 27. August: Ernst Degn, österreichischer Maler († 1990)
- 28. August: Alfred Agar, englischer Fußballspieler († 1989)
- 28. August: Ernie Fields, US-amerikanischer Jazzposaunist und Bandleader († 1997)
- 29. August: Louise Piëch, österreichische Unternehmerin († 1999)

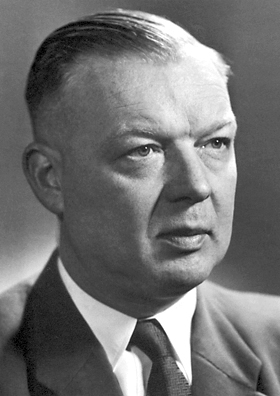
Werner Forßmann

- 29. August: Werner Forßmann, deutscher Mediziner, Erfinder des Herzkatheters († 1979)
- 30. August: Charles E. Bohlen, US-amerikanischer Diplomat († 1974)
- 30. August: John Eldredge, US-amerikanischer Schauspieler († 1961)
- 30. August: Johan Huges, niederländischer Ruderer († 1986)
- 31. August: Werner Weber, deutscher Staatsrechtler († 1976)

### September
- 01. September: Viktor Aschenbrenner, Vertriebenenpolitiker († 1992)
- 02. September: Sigmund Durst, deutscher Sportjournalist († 1974)
- 03. September: Eduard Hartmann, österreichischer Politiker († 1966)
- 04. September: Gereon Josef Ausserlechner, österreichischer Prämonstratenser und Widerstandskämpfer († 1944)
- 05. September: Johannes Spörl, deutscher Historiker († 1977)
- 07. September: Hans Arnold, deutscher SPD-Politiker († 1981)
- 07. September: Daniel Prenn, deutscher Tennis- und Tischtennisspieler († 1991)
- 08. September: Ron Gibson, britischer Automobilrennfahrer († 1959)
- 09. September: Claudio Ferrer, puerto-ricanischer Komponist und Sänger († 1979)
- 09. September: Feroze Khan, pakistanischer Hockeyspieler und Olympiasieger († 2005)
- 11. September: William McKinley Gillum, US-amerikanischer Blues- und Hokum-Musiker († 1966)
- 11. September: Friedrich Schönauer, deutscher Politiker († 1950)
- 11. September: Kurt Karl Doberer, deutscher Ingenieur, Journalist, Schriftsteller und Philatelist († 1993)
- 11. September: Lyman Bradford Smith, US-amerikanischer Botaniker († 1997)
- 12. September: Joe Lederer, österreichische Journalistin und Schriftstellerin († 1987)
- 13. September: Luigi Bertolini, italienischer Fußballspieler († 1977)
- 13. September: Richard Scheringer, deutscher Antifaschist und Mitglied der KPD († 1986)
- 13. September: Robert Stupperich, deutscher Theologe († 2003)
- 14. September: Rudolf Zurmühl, deutscher Mathematiker († 1966)
- 14. September: Richard Mohaupt, deutscher Komponist und Kapellmeister († 1957)
- 15. September: Umberto II., italienischer König († 1983)
- 16. September: Stewart Adams, kanadischer Eishockeyspieler († 1978)
- 16. September: Alfred Klahr, österreichischer Kommunist und Journalist († 1944)
- 17. September: Edgar G. Ulmer, US-amerikanischer Filmregisseur († 1972)
- 17. September: Frederick Ashton, britischer Tänzer und Choreograph († 1988)
- 17. September: Jürgen Kuczynski, deutscher Historiker und Gesellschaftswissenschaftler († 1997)
- 17. September: Jerry Colonna, US-amerikanischer Schauspieler, Komiker und Musiker († 1986)
- 17. September: Wilfrid Schreiber, Professor für Sozialpolitik († 1975)
- 18. September: Dolores Viesèr, österreichische Schriftstellerin und Erzählerin († 2002)
- 18. September: Jean Dasté, französischer Schauspieler († 1994)
- 18. September: Hans-Adolf Asbach, deutscher Politiker († 1976)
- 19. September: Ljubomir Pipkow, bulgarischer Komponist († 1974)
- 20. September: Raymond Gaillard, französischer Unternehmer und Automobilrennfahrer († 1973)
- 21. September: Norbert Dufourcq, französischer Musikhistoriker und Organist († 1990)
- 21. September: Franz Stock, katholischer Theologe († 1948)
- 21. September: Hans Hartung, deutsch-französischer Maler und Grafiker († 1989)
- 22. September: Otto Guglia, österreichischer Historiker, Geograph und Naturforscher († 1984)
- 22. September: Joe Valachi, Mafia-Mitglied († 1971)
- 23. September: Alfred Baum, Schweizer Komponist, Pianist und Organist († 1993)
- 23. September: Wilhelm Reitz, deutscher Politiker und MdB († 1980)
- 23. September: Geoffrey Waddington, kanadischer Geiger und Dirigent († 1966)
- 24. September: Gino Sopracordevole, italienischer Steuermann im Rudern († 1995)
- 25. September: Horst Michel, deutscher Formgestalter († 1989)
- 25. September: Ernst Zwilling, österreichischer Reiseschriftsteller († 1990)
- 27. September: Edvard Kocbek, slowenischer Schriftsteller und Publizist († 1981)
- 27. September: Koene Dirk Parmentier, niederländischer Luftfahrtpionier († 1948)
- 28. September: Luperce Miranda, brasilianischer Mandolinist und Komponist († 1977)
- 29. September: Egon Eiermann, deutscher Architekt († 1970)
- 29. September: Georg Ferdinand Duckwitz, deutscher Diplomat († 1973)
- 29. September: Greer Garson, US-amerikanische Filmschauspielerin († 1996)
- 29. September: Jean-Pierre Timbaud, Funktionär einer französischen Gewerkschaft († 1941)
- 29. September: Nikolai Alexejewitsch Ostrowski, sowjetischer Schriftsteller und Revolutionär († 1936)
- 30. September: Alfred F. Havighurst, US-amerikanischer Historiker († 1991)

### Oktober
- 01. Oktober: Hans Brunke, deutscher Fußballspieler († 1985)
- 01. Oktober: Hermann Ehlers, deutscher Politiker († 1954)
- 01. Oktober: Otto Frisch, österreichisch-britischer Physiker († 1979)
- 01. Oktober: Wilhelm Emil Mühlmann, deutscher Soziologe und Ethnologe († 1988)
- 01. Oktober: Milly Reuter, deutsche Leichtathletin und Olympiateilnehmerin († 1976)
- 02. Oktober: Graham Greene, britischer Schriftsteller († 1991)
- 02. Oktober: Lal Bahadur Shastri, indischer Politiker und Regierungschef († 1966)
- 03. Oktober: Pacho Galán, kolumbianischer Komponist († 1988)
- 03. Oktober: Friedhelm Missmahl, deutscher Politiker († 1967)
- 03. Oktober: Charles Pedersen, US-amerikanischer Chemiker († 1989)
- 03. Oktober: Roelof Hommema, niederländischer Ruderer († 1956)
- 05. Oktober: Harald Lechenperg, deutsch-österreichischer Fotograf, Journalist und Dokumentarfilmer († 1994)
- 06. Oktober: Horst Lange, deutscher Schriftsteller († 1971)
- 07. Oktober: Armando Castellazzi, italienischer Fußballspieler und -trainer († 1968)
- 07. Oktober: Günther Schwab, österreichischer Schriftsteller († 2006)
- 08. Oktober: Yves Giraud-Cabantous, französischer Automobilrennfahrer († 1973)
- 10. Oktober: Sam Theard, US-amerikanischer Sänger und Songwriter († 1982)
- 12. Oktober: Ding Ling, chinesische Schriftstellerin († 1986)
- 13. Oktober: Jutta Hecker, deutsche Schriftstellerin († 2002)
- 14. Oktober: Henri Koch, luxemburgischer Bobfahrer († 1954)
- 15. Oktober: Wolfgang Weyrauch, deutscher Schriftsteller und Hörspielautor († 1980)
- 17. Oktober: Paul Glansdorff, belgischer Physiker († 1999)
- 17. Oktober: Eddie Hertzberger, niederländischer Unternehmer und Automobilrennfahrer († 1993)
- 17. Oktober: Josef Klehr, SS-Unterscharführer, Sanitäter in Auschwitz, Massenmörder († 1988)
- 20. Oktober: Tommy Douglas, kanadischer Politiker († 1986)
- 20. Oktober: Mario von Galli, Jesuit, theologischer Redaktor und Publizist († 1987)
- 20. Oktober: Sergei Ignatjewitsch Rudenko, sowjetischer Pilot († 1990)
- 21. Oktober: Heinz Ludwig Ansbacher, deutsch-US-amerikanischer Psychologe († 2006)
- 21. Oktober: Edmond Hamilton, US-amerikanischer Autor u. a. von Captain Future († 1977)
- 24. Oktober: Madeleine Delbrêl, französische Schriftstellerin († 1964)
- 24. Oktober: Theodor Eschenburg, Politikwissenschaftler, Publizist und Staatsrechtler († 1999)
- 24. Oktober: Moss Hart, US-amerikanischer Schriftsteller († 1961)
- 24. Oktober: Egon Strohm, deutscher Journalist, Schriftsteller und Übersetzer († 1983)
- 25. Oktober: Cemal Reşid Rey, türkischer Komponist († 1985)
- 26. Oktober: Virgilio Felice Levratto, italienischer Fußballspieler und -trainer († 1968)
- 27. Oktober: Ludwig Raiser, Professor für Bürgerliches, Handels- und Wirtschaftsrecht († 1980)
- 30. Oktober: Sergio Amidei, italienischer Drehbuchautor († 1981)
- 30. Oktober: Neil H. McElroy, US-amerikanischer Politiker († 1972)

### November
- 03. November: Jānis Kalniņš, kanadischer Komponist († 2000)
- 03. November: Fritz Manasse, deutscher Jurist († 2006)
- 03. November: Franz Varelmann, deutscher Politiker und MdB († 1978)
- 04. November: Friedrich Tamms, Architekt, Professor an der TH Berlin-Charlottenburg († 1980)
- 04. November: Werner Henneberger, deutscher Architekt, Sozialdemokrat († 1977)
- 05. November: Alfredo Brilhante da Costa, brasilianischer Fußballspieler († 1980)
- 06. November: Paul Bleiß, deutscher Politiker († 1996)
- 07. November: Jonas Aistis, litauischer Dichter und Essayist († 1973)
- 07. November: Berthold Haupt, Buchdrucker, Kämpfer gegen den Nationalsozialismus († 1933)
- 07. November: Gino Rossetti, italienischer Fußballspieler († 1992)
- 07. November: Aaly Tokombajew, kirgisischer Dichter († 1988)
- 08. November: Etienne Aigner, ungarischer Modeschöpfer († 2000)
- 09. November: Karl Adolphs, deutscher Politiker († 1989)
- 09. November: Viktor Brack, nationalsozialistischer Funktionär, Kriegsverbrecher († 1948)
- 10. November: Hans Ahlgrimm, österreichischer Komponist und Violinist († 1945)
- 10. November: Max Kukil, deutscher Politiker († 1959)
- 10. November: Tawee Boonyaket, Landwirtschaftsminister und Premierminister von Thailand († 1971)
- 10. November: Heinrich Mohn, deutscher Ingenieur, Erfinder und Philanthrop († 2003)
- 11. November: Alger Hiss, US-amerikanischer Rechtsanwalt († 1996)
- 11. November: Erna Raupach-Petersen, deutsche Volksschauspielerin († 1997)
- 11. November: John Henry Constantine Whitehead, britischer Mathematiker († 1960)
- 12. November: Edmund Veesenmayer, nationalsozialistischer Kriegsverbrecher († 1977)
- 12. November: Jacques Tourneur, US-amerikanischer Filmregisseur († 1977)
- 13. November: Fritz Benscher, deutscher Schauspieler, Quizmaster, Moderator, Hörspielsprecher und -regisseur († 1970)
- 13. November: Günter Reimann, deutscher Ökonom und Journalist († 2005)
- 13. November: Peter Graf Yorck von Wartenburg, deutscher Jurist und Widerstandskämpfer († 1944)
- 14. November: Art Hodes, Jazz-Pianist, -Komponist, -Bandleader und -Journalist († 1993)
- 14. November: Felix Messerschmid, deutscher Pädagoge († 1981)
- 14. November: Dick Powell, US-amerikanischer Schauspieler († 1963)
- 14. November: Arthur Michael Ramsey, Erzbischof von Canterbury († 1988)
- 14. November: Elise Aylen Scott, kanadische Schriftstellerin († 1972)
- 16. November: Joseph Baumgartner, deutscher Volkswirt und Politiker († 1964)
- 16. November: Nnamdi Azikiwe, nigerianischer Politiker (Staatspräsident) († 1996)
- 16. November: Renée Saint-Cyr, französische Schauspielerin († 2004)
- 17. November: Isamu Noguchi, japanischer Bildhauer († 1988)
- 17. November: Paul Chaudet, Schweizer Politiker († 1977)
- 18. November: Mihai Antonescu, rumänischer Politiker († 1946)
- 19. November: Rudolf Meyer-Ronnenberg, deutscher Politiker († 1973)
- 19. November: Antonio Vojak, italienischer Fußballspieler und -trainer († 1975)
- 21. November: Coleman Hawkins, US-amerikanischer Jazz-Musiker († 1969)
- 22. November: Louis Néel, französischer Physiker († 2000)
- 23. November: Ludwig Rellstab, deutscher Schachspieler († 1983)
- 23. November: Carlos Torre Repetto, mexikanischer Schachspieler († 1978)
- 25. November: Jehan Mayoux, französischer Schriftsteller († 1975)
- 25. November: Toni Ortelli, italienischer Alpinist, Dirigent und Komponist († 2000)
- 25. November: Ba Jin, chinesischer Schriftsteller († 2005)
- 25. November: Lillian Copeland, US-amerikanische Leichtathletin und Olympiasiegerin († 1964)
- 26. November: Hanna Adenauer, deutsche Kunsthistorikerin († 1978)
- 26. November: Paul Klüber, deutscher Maler († 1944)
- 27. November: Klara Blum, deutsch-chinesische Schriftstellerin († 1971)
- 28. November: Marcel Foucret, französischer Automobilrennfahrer († 1975)
- 28. November: Nancy Mitford, englische Schriftstellerin und Biographin († 1973)
- 29. November: Franz Xaver Lehner, deutscher Komponist und Hochschullehrer († 1986)
- 30. November: Helmuth Naudé, deutscher Moderner Fünfkämpfer († 1943)
- 30. November: Robert T. Odeman, deutscher Kabarettist († 1985)
- 30. November: Clyfford Still, US-amerikanischer Maler († 1980)

### Dezember
- 04. Dezember: Albert Norden, DDR-Politiker († 1982)
- 04. Dezember: Herman Autrey, Mitglied der Band „Fats Waller & his Rhythm“ († 1980)
- 06. Dezember: Alexander Iwanowitsch Wwedenski, russischer Dichter († 1941)
- 06. Dezember: Eve Curie, Schriftstellerin und Beraterin des Generalsekretärs der NATO († 2007)
- 07. Dezember: Martin Frey, deutscher Politiker († 1971)
- 08. Dezember: Christopher Addison, britischer Peer († 1976)
- 08. Dezember: Marty Barry, kanadischer Eishockeyspieler († 1969)
- 08. Dezember: Wilmer Allison, US-amerikanischer Tennisspieler († 1977)
- 09. Dezember: Cornelius Ysselstyn, kanadischer Cellist und Musikpädagoge († 1979)
- 10. Dezember: Antonín Novotný, tschechoslowakischer Politiker und Staatspräsident († 1975)
- 11. Dezember: Felix Nussbaum, deutscher Maler († 1944)
- 11. Dezember: Nicola Riezzo, italienischer Erzbischof († 1998)
- 11. Dezember: Franz Zauner, katholischer Bischof der Diözese Linz († 1994)
- 14. Dezember: Gustav Burmester, deutscher Regisseur und Schauspieler († 1978)
- 14. Dezember: Emmerich Nagy, österreichischer Motorradrennfahrer († 1929)
- 15. Dezember: Herbert Blankenhorn, Diplomat († 1991)
- 16. Dezember: Giancarlo Cornaggia-Medici, italienischer Degenfechter († 1970)
- 16. Dezember: Nakanoshima Kin-ichi, japanischer Komponist († 1984)
- 18. Dezember: Oskar Müller, österreichischer Fußballtrainer
- 18. Dezember: George Stevens, US-amerikanischer Regisseur († 1975)
- 19. Dezember: Fritz Richter, deutscher Grafiker und Maler († 1981)
- 21. Dezember: Erling Sivertsen, norwegischer Karzinologe und Zoologe († 1989)
- 24. Dezember: Hugo Friedrich, deutscher Romanist († 1978)
- 25. Dezember: Gerhard Herzberg, deutsch-kanadischer Chemiker und Physiker († 1999)
- 25. Dezember: Paul Kunze, niederländischer Fechter († 1983)
- 25. Dezember: Funabashi Seiichi, japanischer Romanautor († 1976)
- 26. Dezember: Alejo Carpentier, französisch-kubanischer Schriftsteller († 1980)
- 27. Dezember: René Bonnet, französischer Automobilrennfahrer und Fahrzeugkonstrukteur († 1983)
- 27. Dezember: Georg Groscurth, deutscher Arzt und Widerstandskämpfer († 1944)
- 27. Dezember: Konrad Wölki, deutscher Komponist, Mandolinist († 1983)
- 28. Dezember: Joseph Offenbach, deutscher Schauspieler († 1971)
- 28. Dezember: Hori Tatsuo, japanischer Schriftsteller († 1953)
- 29. Dezember: Michele Abbruzzo, italienischer Schauspieler († 1996)
- 29. Dezember: Adolf Ott, Anführer des Sonderkommandos 7b in Weißrussland († 1973)
- 30. Dezember: Edith Schultze-Westrum, deutsche Schauspielerin († 1981)
- 30. Dezember: Dmitri Borissowitsch Kabalewski, russischer Komponist († 1987)
- 31. Dezember: Franco Mazzotti, italienischer Adeliger, Pilot sowie Motorboot- und Automobilrennfahrer († 1942)
- 31. Dezember: Johannes Pietzonka, Forscher († 1989)
- 00. Dezember: Richard Watney, britischer Automobilrennfahrer und Geschäftsmann († 1949)

### Genaues Geburtsdatum unbekannt
- Monroe Abbey, kanadischer Rechtsanwalt († 1993)
- Max Aeschlimann, Schweizer Erfinder und Unternehmer († 1971)
- Glore Becker-Bettermann, deutsche Malerin († 1980)
- Oscar Muñoz Bouffartique, kubanischer Komponist, Songwriter, Geiger, Pianist und Bandleader († 1990)
- Pete Briggs, US-amerikanischer Tubist und Bassist
- Magnus Henning, deutscher Komponist und Pianist († 1995)
- İsmail Kılıç Kökten, türkischer Archäologe († 1974)
- Shambhu Maharaj, indischer Tänzer († 1970)
- Stefan Ochaba, österreichischer Komponist, Kirchenmusiker und Chorleiter († 1948)
- Hector Vasena, argentinischer Automobilrennfahrer († 1978)
- David Whitworth, britischer Motorradrennfahrer († 1950)
- Napoleón Zayas, dominikanischer Merenguemusiker, Komponist, Saxophonist und Orchesterleiter († 1979)

## Gestorben

### Januar bis März
- 02. Januar: Ferdinand Bonaventura Fürst Kinsky, böhmischer Adliger (* 1834)
- 02. Januar: James Longstreet, General der Konföderation (* 1821)
- 03. Januar: Otto Karlowa, deutscher Rechtswissenschaftler, Rechtshistoriker und Romanist (* 1836)
- 09. Januar: Charles Foster, US-amerikanischer Politiker (* 1828)
- 10. Januar: Alfred Emil Oskar Agster, deutscher Politiker (* 1858)
- 11. Januar: John Young Brown, US-amerikanischer Politiker (* 1835)
- 12. Januar: Reinhold Johow, deutscher Jurist (* 1823)
- 15. Januar: Karl Eduard Ferdinand Ascherson, deutscher Klassischer Philologe und Bibliothekar (* 1832)
- 15. Januar: Asa S. Bushnell, US-amerikanischer Politiker (* 1834)
- 17. Januar: Georgi Stranski, bulgarischer Arzt, Revolutionär und Politiker (* 1847)
- 23. Januar: Albert Christophle, französischer Politiker (* 1830)
- 24. Januar: Friedrich I., Herzog von Anhalt (* 1831)
- 24. Januar: Albert Hollenbach, deutscher Orgelbauer (* 1850)
- 24. Januar: Curt von Knobelsdorff, preußischer Oberstleutnant (* 1839)

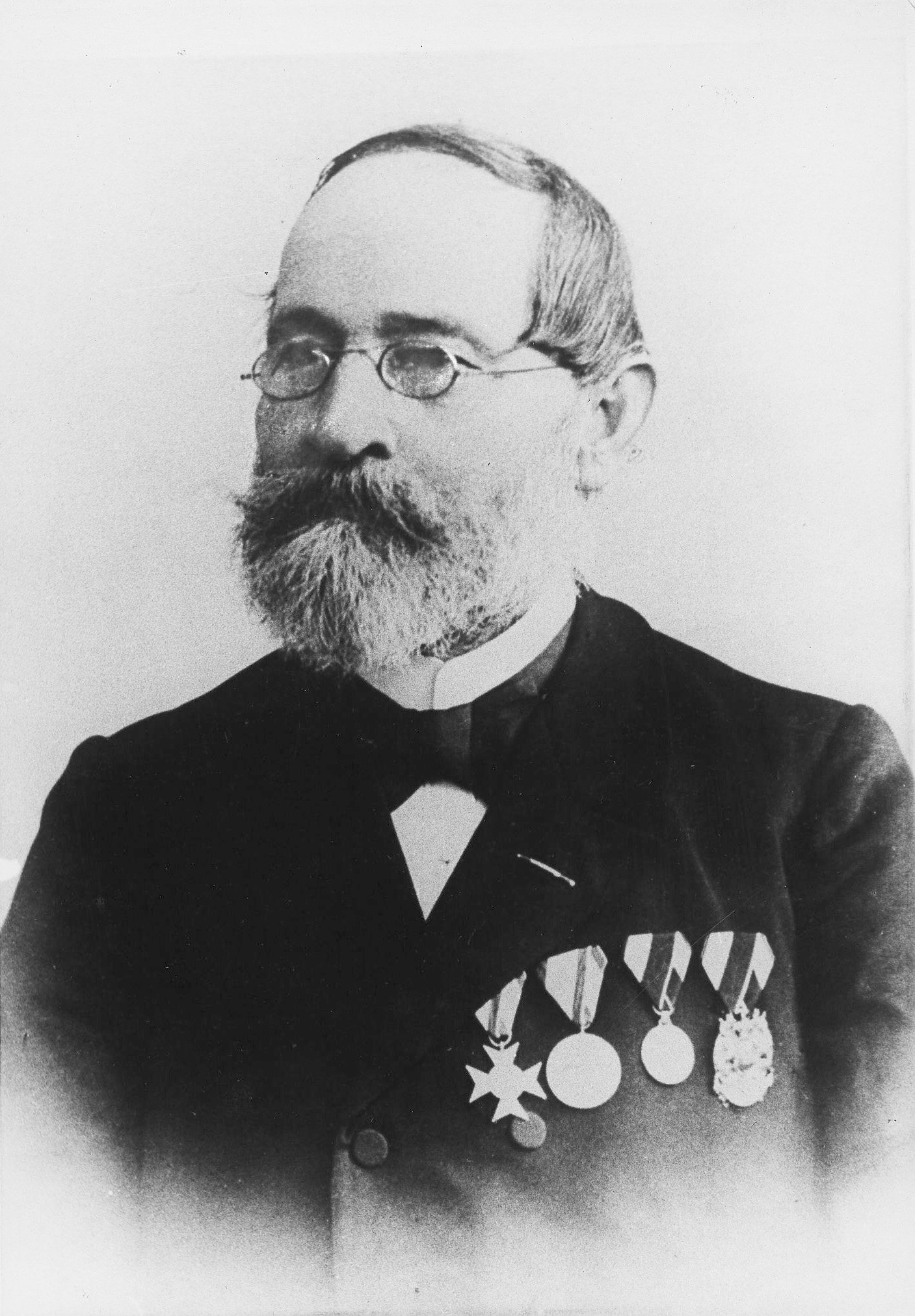
Johann Traugott Mutschink († 1904)

- 24. Januar: Johann Traugott Mutschink, sorbischer Volksschriftsteller und Heimatkundler (* 1821)
- 27. Januar: Heinrich Otto Lehmann, deutscher Rechtswissenschaftler, Rechtshistoriker und Hochschullehrer (* 1852)
- 28. Januar: Karl Emil Franzos, österreichischer Novellist, Publizist, Romancier und Herausgeber (* 1848)
- 03. Februar: Alexis L’Hotte, französischer General und Reitmeister (* 1825)
- 07. Februar: Emil Rosenow, deutscher Politiker und Schriftsteller (* 1871)
- 08. Februar: Malvina Schnorr von Carolsfeld, portugiesische Opernsängerin (* 1825)
- 11. Februar: Wladimir Markownikow, russischer Chemiker (* 1837)
- 11. Februar: Élie Reclus, französischer Ethnologe und Anarchist (* 1827)
- 15. Februar: Mark Hanna, US-amerikanischer Industrieller und Politiker (* 1837)
- 23. Februar: Friederike Kempner, deutschsprachige Dichterin (* 1828)
- 28. Februar: Levegh, französischer Automobilrennfahrer (* 1870)
- 05. März: Alfred von Waldersee, deutscher Militär, Generalfeldmarschall Preußens (* 1832)
- 07. März: Ferdinand André Fouqué, französischer Geologe (* 1828)
- 13. März: Hugo von François, deutscher Offizier (* 1861)
- 17. März: Gideon C. Moody, US-amerikanischer Politiker (* 1832)
- 24. März: Emma Herwegh, deutsche Revolutionärin (* 1817)
- 25. März: Conrad Justus Bredenkamp, deutscher evangelischer Theologe und Hochschullehrer (* 1847)
- 25. März: Sakkalin, König von Luang Phrabang (* 1840)
- 26. März: Amélie Bosquet, französische Schriftstellerin (* 1815)
- 31. März: Auguste Bernus, Schweizer evangelischer Geistlicher und Hochschullehrer (* 1844)

### April bis Juni
- 01. April: Otto von Böhtlingk, Indologe (* 1815)

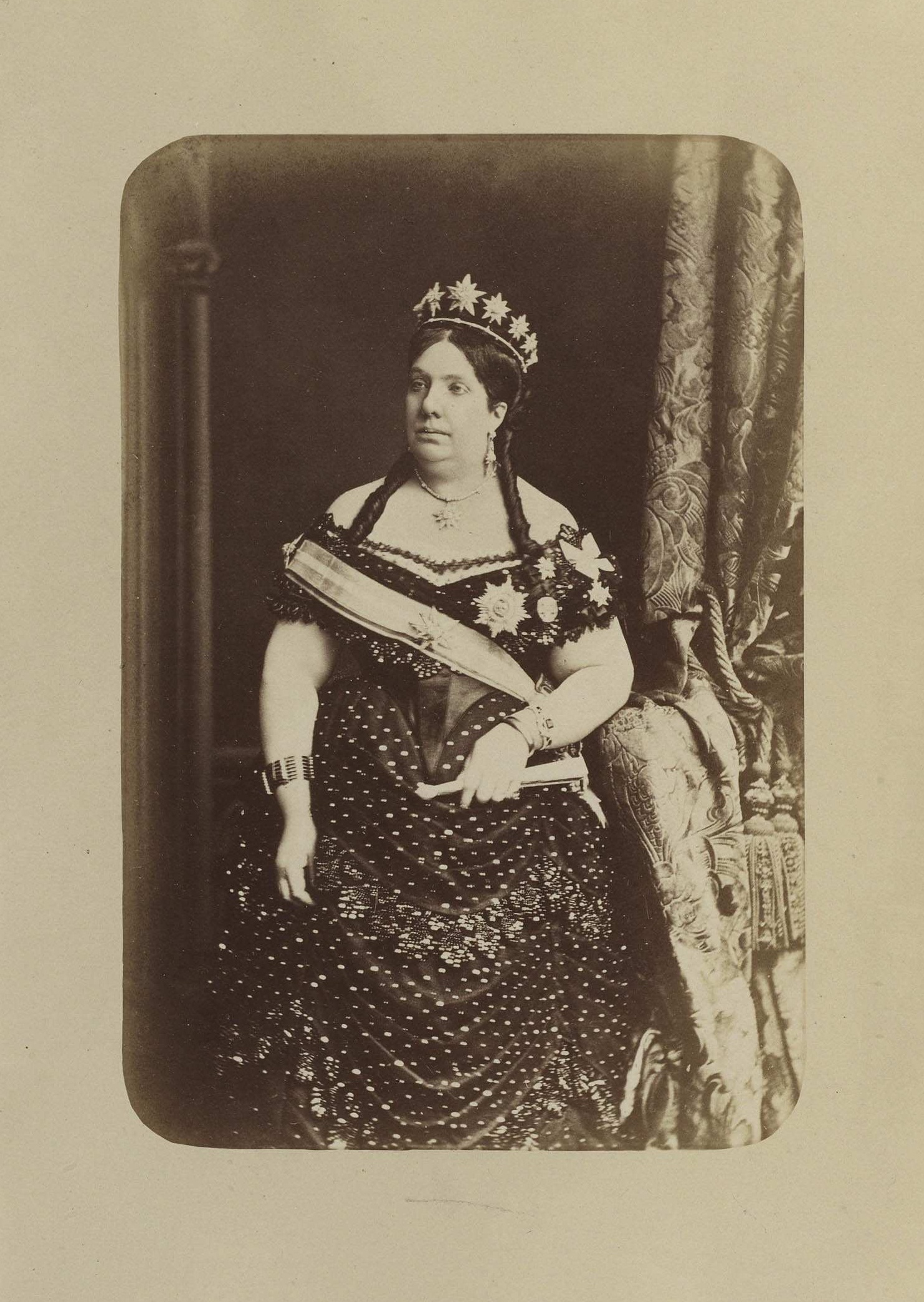
Isabella II.

- 09. April: Isabella II., Königin von Spanien (* 1830)
- 12. April: Käthe Freiligrath-Kroeker, deutsche Übersetzerin und Dichterin (* 1845)
- 13. April: Stepan Ossipowitsch Makarow, russischer Admiral und Polarforscher (* 1849)
- 13. April: Saitō Ryokuu, japanischer Schriftsteller (* 1867)
- 13. April: Michail Wassiljew, Kommandant des ersten russischen Eisbrechers (* 1857)
- 15. April: Eugen Dieterich, Chemiker und Pionier der deutschen pharmazeutischen Industrie (* 1840)
- 24. April: Friedrich Ecklin, Schweizer evangelischer Geistlicher (* 1830)
- 24. April: Norodom I., König von Kambodscha (* 1834)

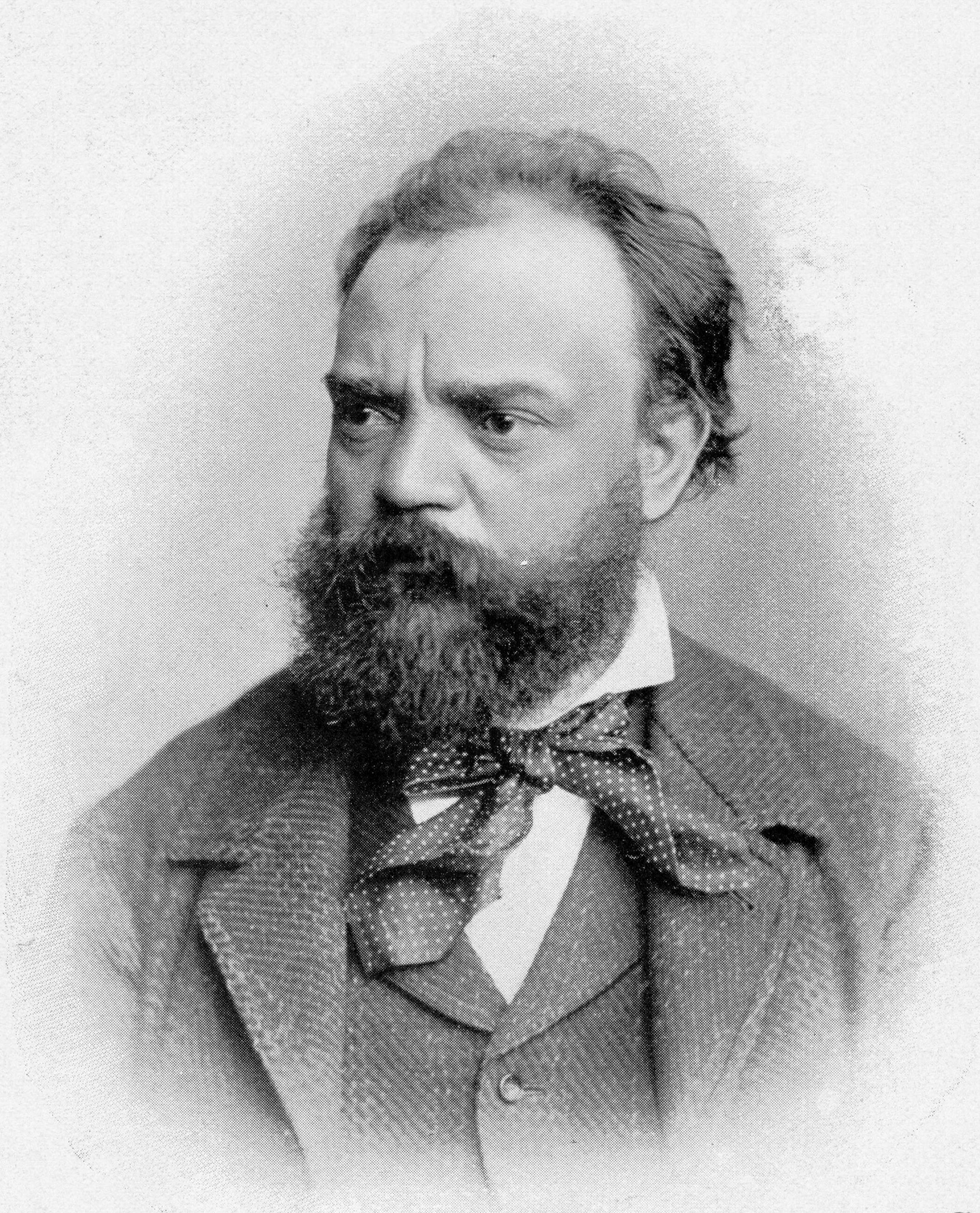
Antonín Dvořák

- 01. Mai: Antonín Dvořák, tschechischer Komponist (* 1841)
- 05. Mai: Mór Jókai, ungarischer Schriftsteller und Journalist (* 1825)
- 06. Mai: Franz von Lenbach, deutscher Maler (* 1836)
- 07. Mai: Peter Hille, deutscher Schriftsteller (* 1854)
- 08. Mai: Eadweard Muybridge, britischer Fotograf und Pionier der Fototechnik (* 1830)

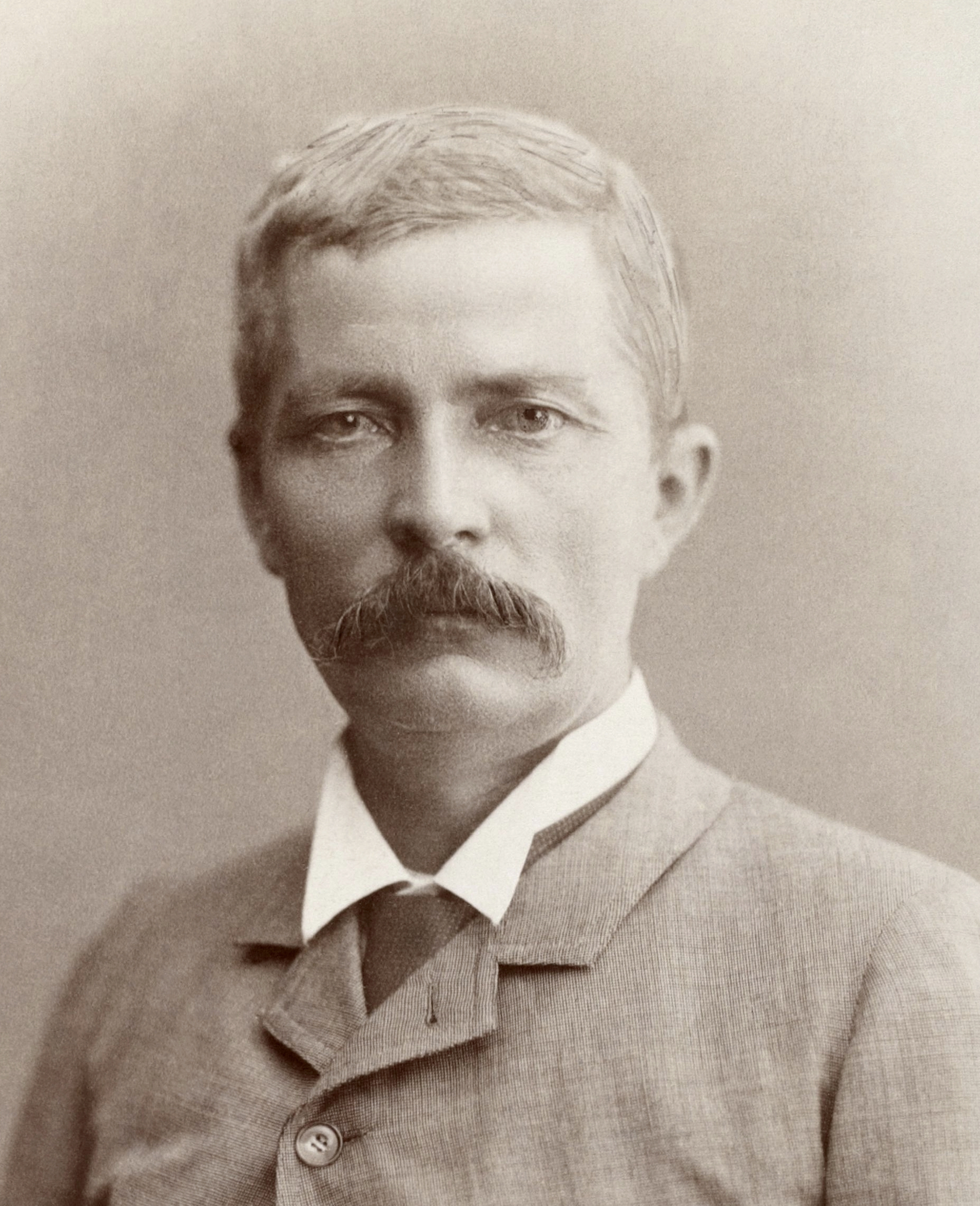
Henry Morton Stanley

- 10. Mai: Henry Morton Stanley, schottischer Journalist und Livingstone-Sucher in Afrika (* 1841)
- 12. Mai: Paul Chapuis, Schweizer evangelischer Geistlicher und Hochschullehrer (* 1851)
- 19. Mai: Korla Awgust Kocor, sorbischer Komponist (* 1822)
- 19. Mai: Jamshedji Tata, indischer Unternehmer und Industrieller (* 1839)
- 23. Mai: Karl Christian Andreae, deutscher Maler (* 1823)
- 24. Mai: Friedrich Siemens, deutscher Industrieller (* 1826)
- 30. Mai: Robert Aßmus, deutscher Landschaftsmaler und Illustrator (* 1837)
- 05. Juni: Sami Frashëri, albanischer Literat (* 1850)
- 07. Juni: Otto von Heinemann, deutscher Bibliothekar und Historiker (* 1824)
- 10. Juni: Carl Weitbrecht, deutscher Dichter und Literaturhistoriker (* 1847)
- 12. Juni: Camille de Renesse, belgischer Graf (* 1836)
- 24. Juni: Frederick Field Bullard, US-amerikanischer Komponist (* 1864)
- 25. Juni: Wilhelm Jordan, deutscher Schriftsteller (* 1819)
- 29. Juni: John L. Mitchell, US-amerikanischer Politiker (* 1842)

### Juli bis September
- 01. Juli: George Frederic Watts, britischer Maler (* 1817)
- 02. Juli: Henri Béconnais, französischer Automobilrennfahrer (* 1869)
- 02. Juli: Hans Thum, deutscher Unternehmer und Automobilrennfahrer (* 1869)
- 03. Juli: Theodor Herzl, österreichischer Schriftsteller und Politiker (* 1860)
- 06. Juli: Abai Qunanbajuly, kasachischer Dichter, Schriftsteller und Denker (* 1845)
- 14. Juli: Paul Kruger, südafrikanischer Politiker und Gründer des Kruger-Nationalparks (* 1825)

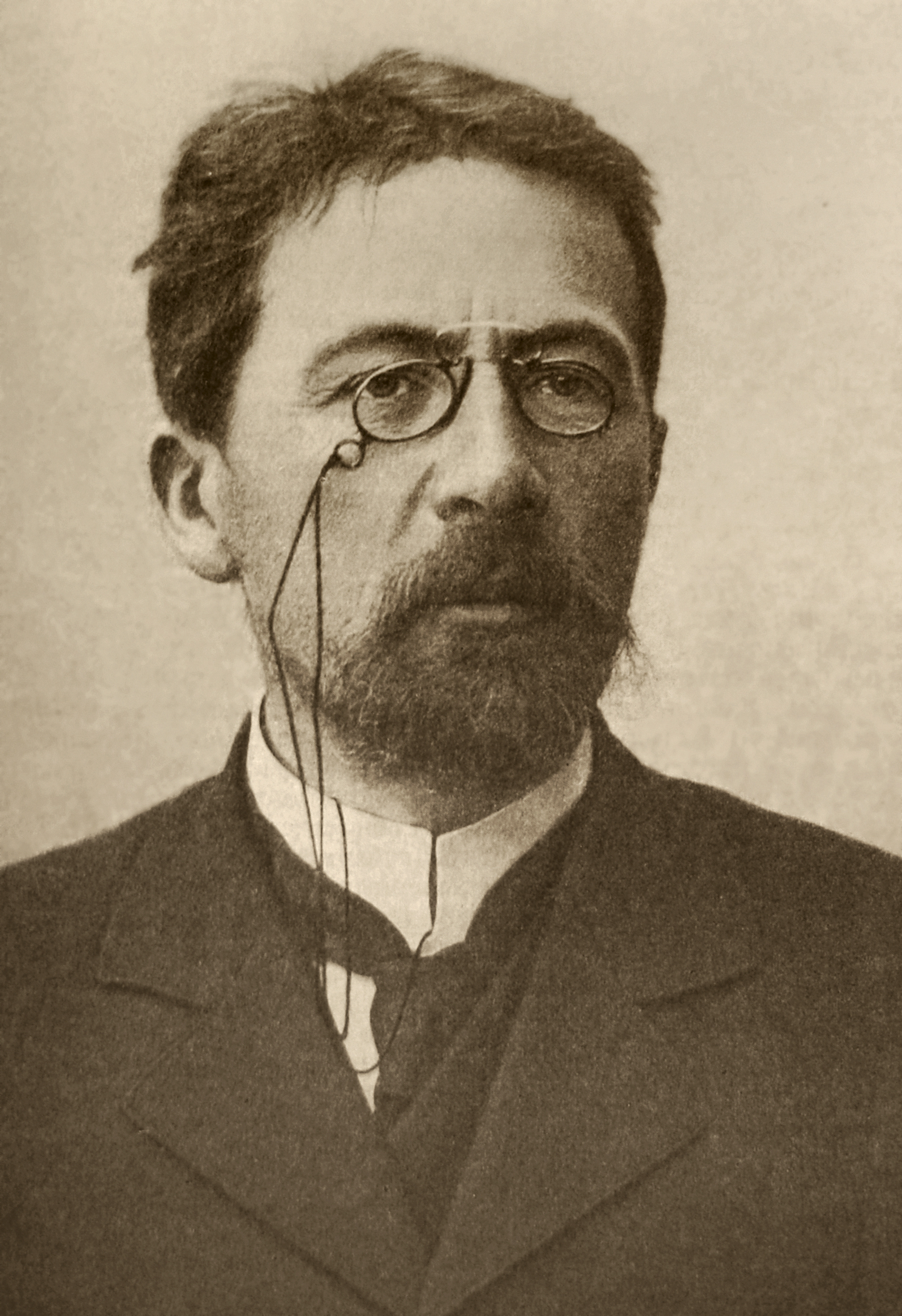
Anton Tschechow, um 1903

- 15. Juli: Anton Tschechow, russischer Schriftsteller und Dramatiker (* 1860)
- 17. Juli: Wilhelm Marr, deutscher politischer Journalist (* 1819)
- 18. Juli: Friedrich Jakob Dochnahl, deutscher Naturforscher und Pomologe (* 1820)
- 20. Juli: Friedrich von Schele, deutscher Offizier und Gouverneur von Deutsch-Ostafrika (* 1847)
- 24. Juli: Fulvio Fulgonio, italienischer Schriftsteller und Librettist (* 1832)
- 24. Juli: Ernst Friedrich Wilhelm Koenigs, Kölner Bankier (* 1843)
- 28. Juli: Jules Bovon, Schweizer evangelischer Geistlicher und Hochschullehrer (* 1852)
- 30. Juli: Joseph Lajeunesse, kanadischer Musiker und Musikpädagoge (* 1818)
- 31. Juli: Richard Kund, deutscher Offizier und Forschungsreisender (* 1852)
- 01. August: Martin Binder, deutscher Orgelbauer (* 1849)
- 02. August: Friedrich Bernhard Gustav von Arnim, preußischer Politiker (* 1820)
- 04. August: Arnold Krug, deutscher Komponist (* 1849)
- 06. August: Eduard Hanslick, österreichischer Musikwissenschaftler und Musikkritiker (* 1825)
- 07. August: William Adams, englischer Ingenieur (* 1823)
- 08. August: James Cox Aikins, kanadischer Politiker (* 1823)
- 09. August: Friedrich Ratzel, deutscher Zoologe und Geograph (* 1844)
- 11. August: Rudolf Ganßer, deutscher Kolonialoffizier (* 1866)
- 11. August: Alexander Meyer-Cohn, deutscher Bankier und Autographensammler (* 1853)
- 11. August: Friedrich Reinecke, deutscher Fotograf (* 1837)
- 15. August/16. August: Adolf Ausfeld, deutscher Klassischer Philologe (* 1855)
- 18. August: Peter Becker, deutscher Maler (* 1828)
- 22. August: Kate Chopin, US-amerikanische Schriftstellerin (* 1850)
- 25. August: Marie von Najmájer, österreichische Schriftstellerin (* 1844)
- 29. August: Murad V., Sultan des Osmanischen Reiches (* 1856)
- 03. September: Tommy Fallot, französischer evangelischer Pfarrer und Sozialreformer (* 1844)
- 04. September: Antonio Chiattone, Schweizer Bildhauer (* 1856)
- 04. September: Carlo von Erlanger, deutscher Forschungsreisender und Ornithologe (* 1872)
- 04. September: Martin Johnson Heade, US-amerikanischer Maler (* 1819)
- 16. September: Gaston Thierry, deutscher Offizier und Kolonialbeamter (* 1866)
- 18. September: Herbert von Bismarck, Politiker, Sohn des Reichskanzlers Otto von Bismarck (* 1849)
- 21. September: Chief Joseph, Häuptling der Nez Percé-Indianer (* 1840)
- 23. September: Émile Gallé, französischer Kunsthandwerker (* 1846)
- 24. September: Niels Ryberg Finsen, dänischer Arzt und Nobelpreisträger (* 1860)
- 27. September: Oskar Appelius, deutscher Architekt (* 1837)
- 29. September: Hugo Knorr, deutscher Maler (* 1834)
- 29. September: Friedrich Eduard Krichauff, deutsch-australischer Botaniker und Politiker (* 1824)

### Oktober bis Dezember
- 01. Oktober: Samuel Rousseau, französischer Komponist (* 1853)

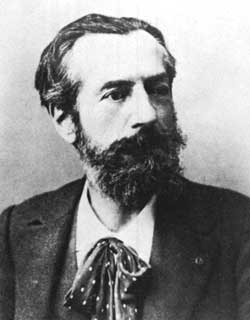
F.A. Bartholdi, Bildhauer und Erschaffer der Freiheitsstatue, 1898

- 04. Oktober: Frédéric-Auguste Bartholdi, französischer Bildhauer (* 1834)
- 04. Oktober: Adela Florence Nicolson, englische Lyrikerin (* 1865)
- 04. Oktober: Henry C. Payne, US-amerikanischer Politiker (* 1843)
- 04. Oktober: Karl Tanera, deutscher Offizier und Schriftsteller (* 1849)
- 07. Oktober: Isabella Bishop, britische Reiseschriftstellerin (* 1831)
- 08. Oktober: Matt Whitaker Ransom, US-amerikanischer Offizier und Politiker (* 1826)

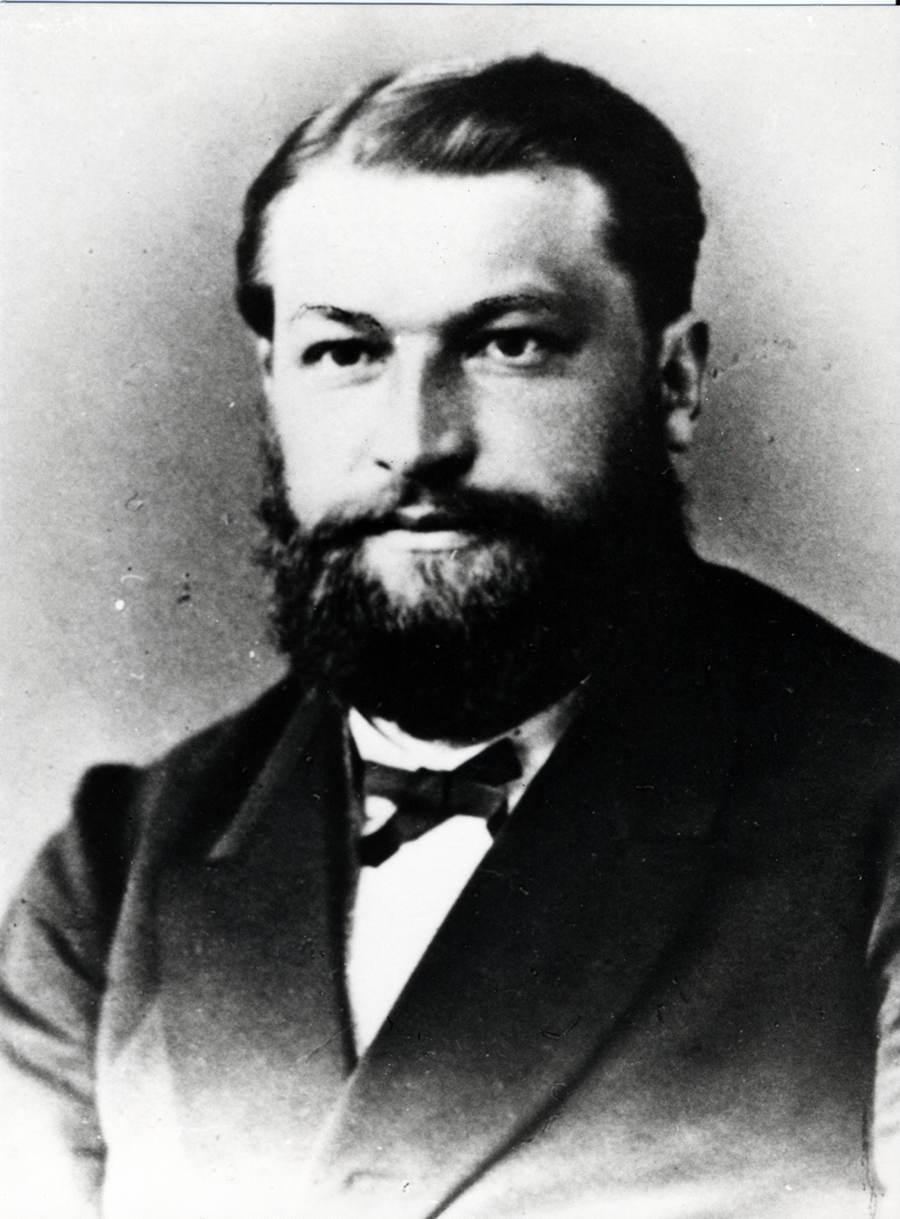
Clemens Winkler, um 1875

- 08. Oktober: Clemens Winkler, deutscher Chemiker (* 1838)
- 12. Oktober: Engelbert Lanz, österreichischer Komponist und Musikpädagoge (* 1820)
- 13. Oktober: Harald Asplund, schwedischer Ingenieur (* 1831)
- 15. Oktober: Georg I., Thronfolger Albert I. (Sachsen) (* 1832)
- 15. Oktober: Gaetano Fabiani, italienischer Musiker und Komponist (* 1841)
- 20. Oktober: Henry Hiles, englischer Komponist, Organist und Musikpädagoge (* 1826)
- 21. Oktober: Isabelle Eberhardt, schweizerisch-französische Weltenbummlerin und Reiseschriftstellerin (* 1877)
- 22. Oktober: Carl Josef Bayer, österreichischer Chemiker (* 1847)
- 23. Oktober: Jean-Edouard Barde, Schweizer evangelischer Geistlicher und Hochschullehrer (* 1836)
- 28. Oktober: George K. Nash, US-amerikanischer Politiker (* 1842)
- 29. Oktober: Benjamin Harrison Eaton, US-amerikanischer Politiker (* 1833)
- 04. November: Gaston Serpette, französischer Komponist (* 1846)
- 04. November: Buren Sherman, US-amerikanischer Politiker (* 1836)
- 05. November: Heinrich Bertram, deutscher Pädagoge (* 1826)
- 10. November: Rose Montmasson, italienische Freiheitskämpferin (* 1823)
- 10. November: Moritz Alphons Stübel, deutscher Naturforscher (* 1835)
- 22. November: Sien Hoornik, niederländische Näherin und Modell für Vincent van Gogh (* 1850)
- 26. November: Peter Heinrich Brincker, deutscher Missionar in Deutsch-Südwestafrika (* 1836)
- 29. November: Fanny Janauschek, Schauspielerin (* 1828)
- 02. Dezember: Karl Koester, deutscher Pathologe und Hochschullehrer (* 1843)
- 05. Dezember: James Noble Tyner, US-amerikanischer Politiker (* 1826)
- 06. Dezember: Maria Zanders, deutsche Papierfabrikantin und Kulturstifterin (* 1839)
- 11. Dezember: Friedrich Hammacher, deutscher Jurist, Reichstagsabgeordneter und Wirtschaftsführer (* 1824)
- 12. Dezember: Emanuel Schiffers, russischer Schachmeister (* 1850)
- 21. Dezember: Friedrich Lüders, deutsch-amerikanischer Gärtner und Naturforscher (* 1813)
- 28. Dezember: Otto Intze, Professor für Wasserbau (* 1843)
- 31. Dezember: Henri Berthoud, Schweizer evangelischer Geistlicher und Sprachwissenschaftler (* 1855)

### Genaues Todesdatum unbekannt
- Bertha Akermann-Hasslacher, deutsche Schriftstellerin (* 1840)
- Camille Andrès, französischer Organist und Komponist (* 1864)
- William Gillet Ritch, US-amerikanischer Politiker (* 1830)